# Spierenstich
Der Spierenstich oder auch Einfache Spierenstich im Gegensatz zum Doppelten Spierenstich ist ein Verbindungsknoten zum Verbinden von zwei Seilen oder Seilenden (bei einem Seil).
Als Angelknoten heißt er auch Angler- oder Fischerknoten.

## Namen und Geschichte
Der hier beschriebene Spierenstich hat nichts mit einer „Spiere“ (Rundholz) zu tun. Diese heißen Spierenstek und Spierenschlag.
In den Anfangszeiten des Alpinismus wurde mit dem Spierenstich eine feste Schlaufe geknüpft und der erste und letzte Bergsteiger einer Seilschaft damit in das Bergseil eingebunden (s. u.). Heute benutzt man dafür Klettergurte.
Als Fischerknoten hat er den Ruf, stark gleitende Angelleinen oder nasse schmutzige rutschende Leinen sicher miteinander verbinden zu können.

## Orientierung
Der Spierenstich besteht aus zwei Halben Knoten, haben diese eine jeweils andere Orientierung spricht man von einem unsymmetrischen Knoten, haben sie dagegen die gleiche Orientierung ist der Knoten als ganzes symmetrisch, bzw. regelmäßig.

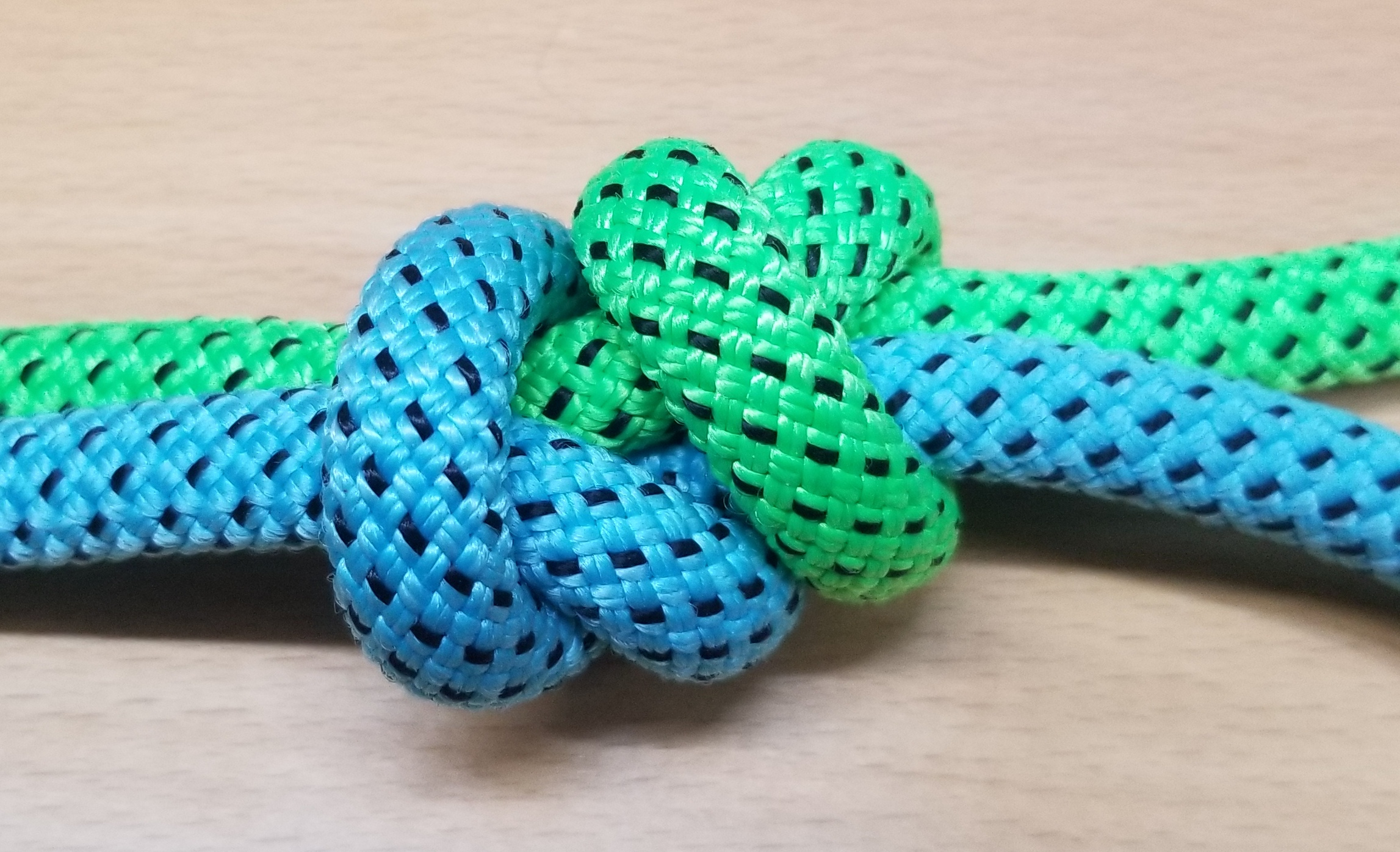
Unsymmetrisch. Beide Halben Knoten haben eine andere Orientierung
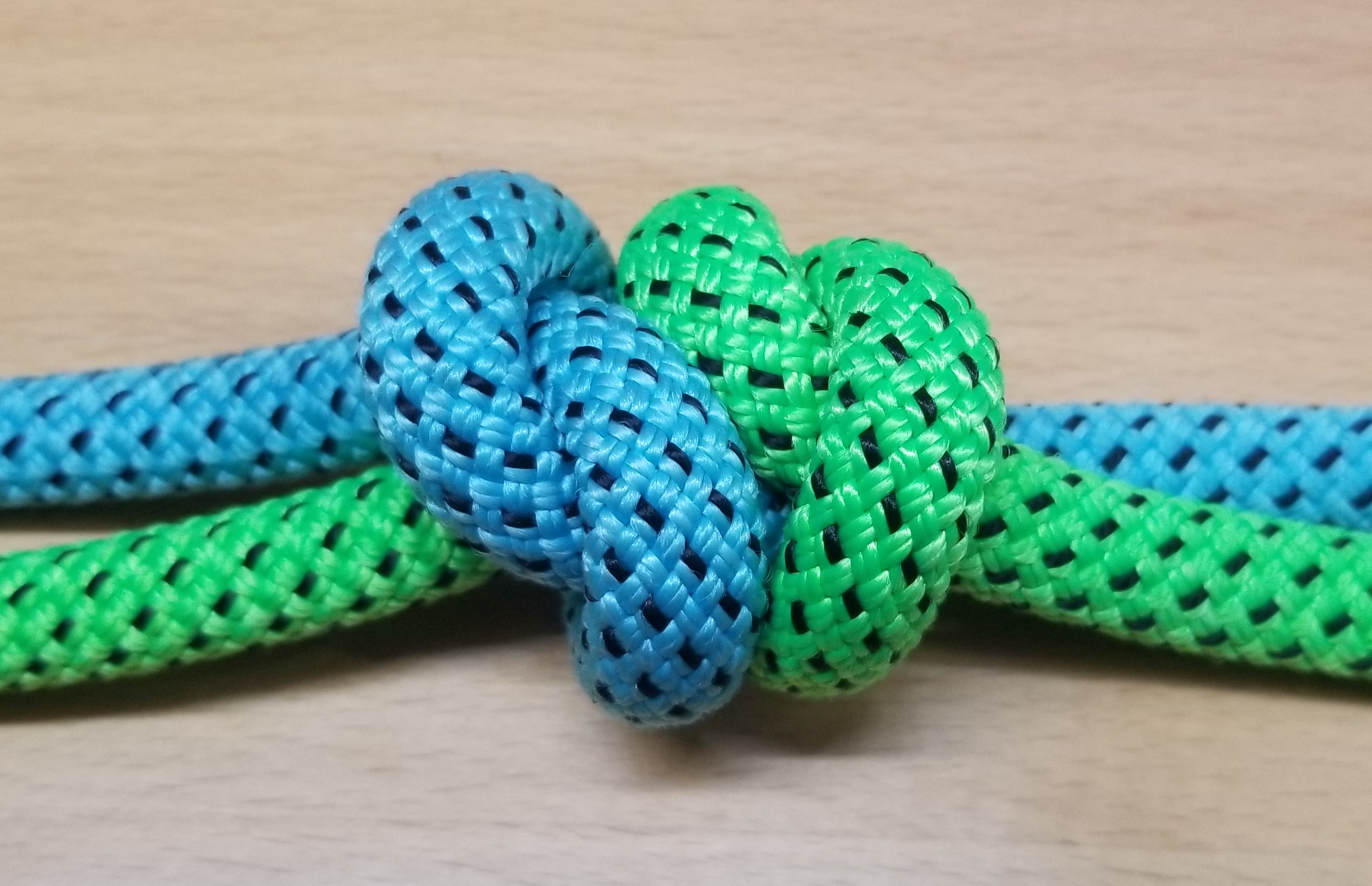
Symmetrisch. Beide halben Knoten haben die gleiche Orientierung.

Beim Spierenstich wird die symmetrische Bindemöglichkeit verwendet.

## Anwendung
Letztendlich gibt es 4 verschiedene Anwendungsformen. Der Einfache Spierenstich dient zum Verlängern eines Seiles mit einem anderen Seil. Wenn man an den Seilenden oder Halben Knoten zieht, zieht sich der Knoten auseinander. Der Spierenstich (Ringform) ist letztendlich der gleiche Knoten wie links, nur ist er in ein einziges Seil geknüpft. Man kann die Ringform verkleinern, indem man an den beiden Seilenden oder Halben Knoten zieht. Dies benützt man beispielsweise als Verschluss bei Armbändern. Der Spierenstich (Tropfenform) kann ebenfalls zum Verbinden zweier Seile benutzt werden, er ist aber klobig. Beim Zug auf die Seilenden lässt er sich aber nicht aufziehen. Mit der gleichen Form kann man eine feste Schlaufe knüpfen, den Spierenstich (Schlaufenform), der sich hier durch Zug auf das Seil oder die Seilenden auch nicht verkleinern oder vergrößern lässt.

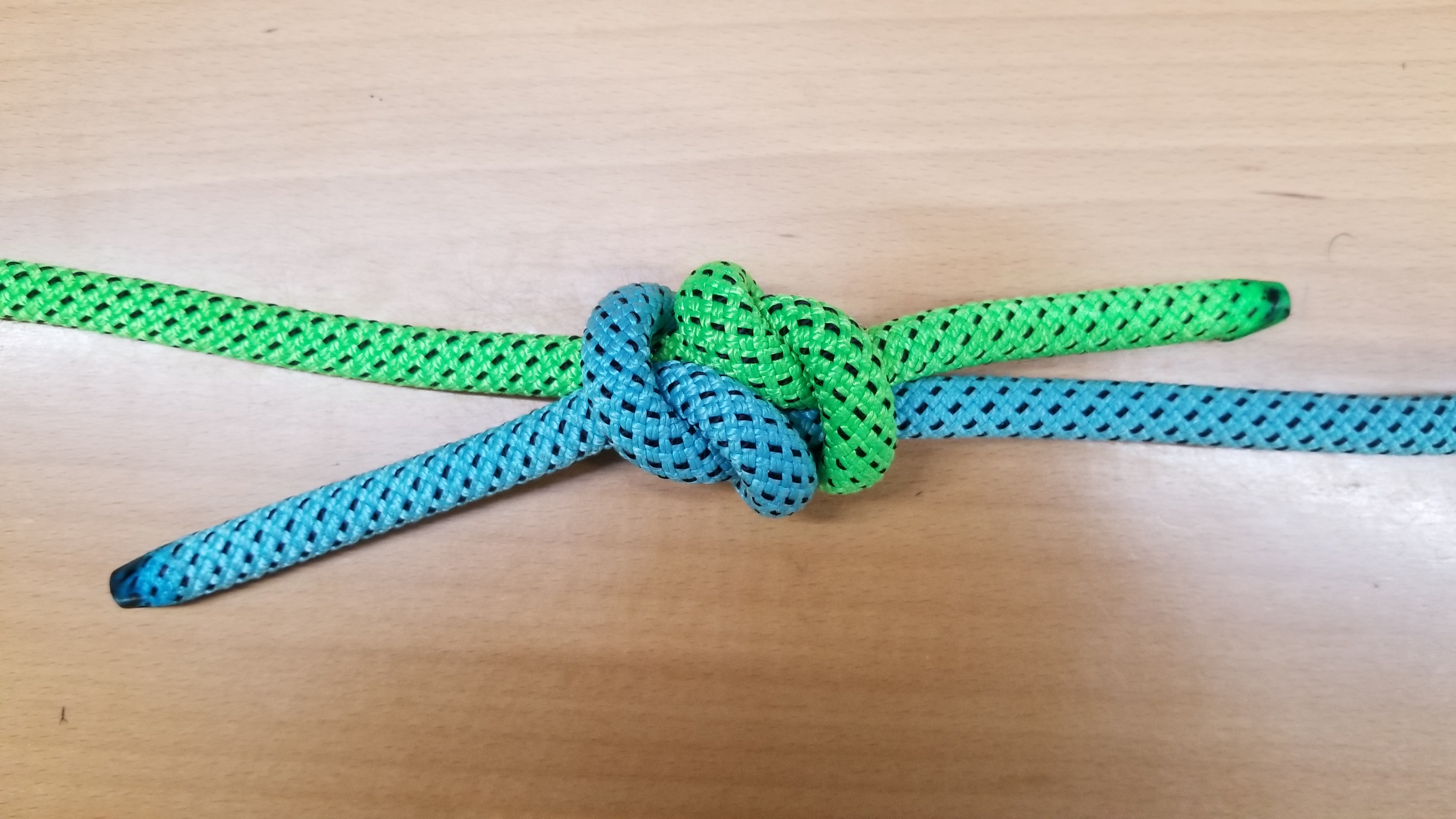
Einfacher Spierenstich. Zum Verbinden zweier Seile. Die beiden Seile laufen horizontal aus dem Knoten.
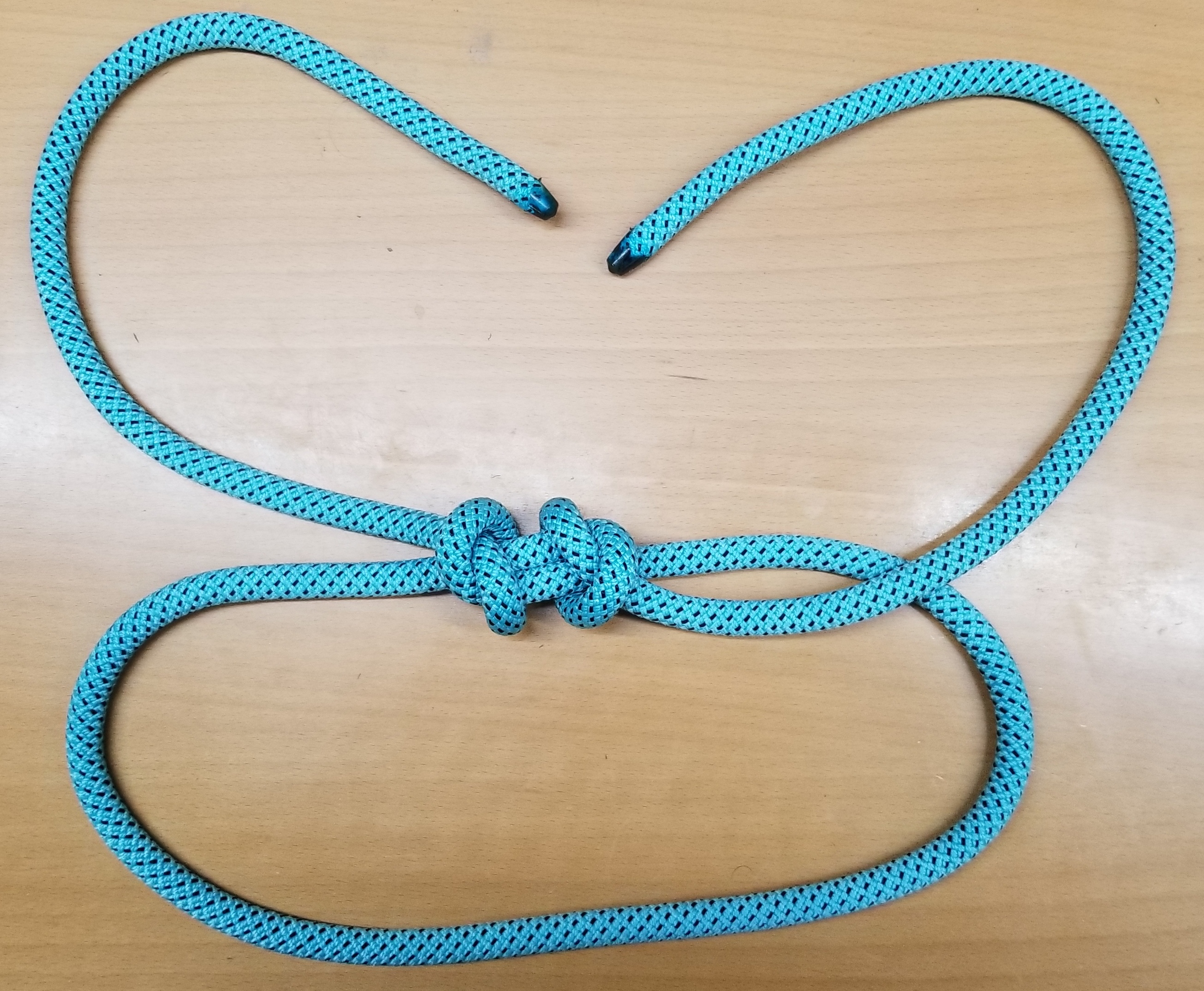
Spierenstich (Ringform). Zum Verbinden eines einzigen Seiles. Beim gleichzeitigen Zug auf beide Seilenden verkleinert sich der Ring.
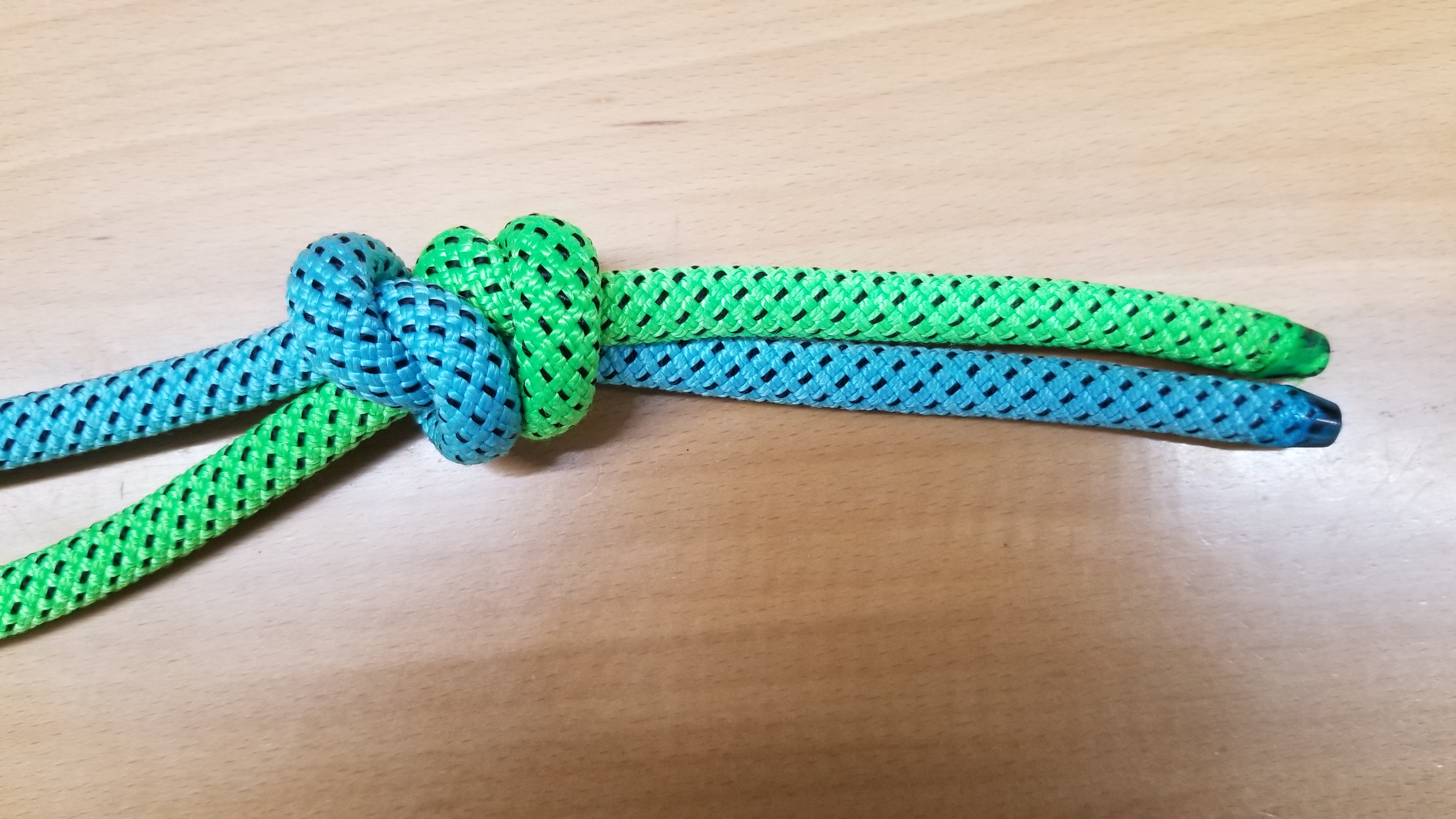
Spierenstich (Tropfenform). Zum Verbinden zweier Seile. Die Seile liegen parallel. Beim Zug auf die Seilenden kann man den Knoten nicht aufziehen.
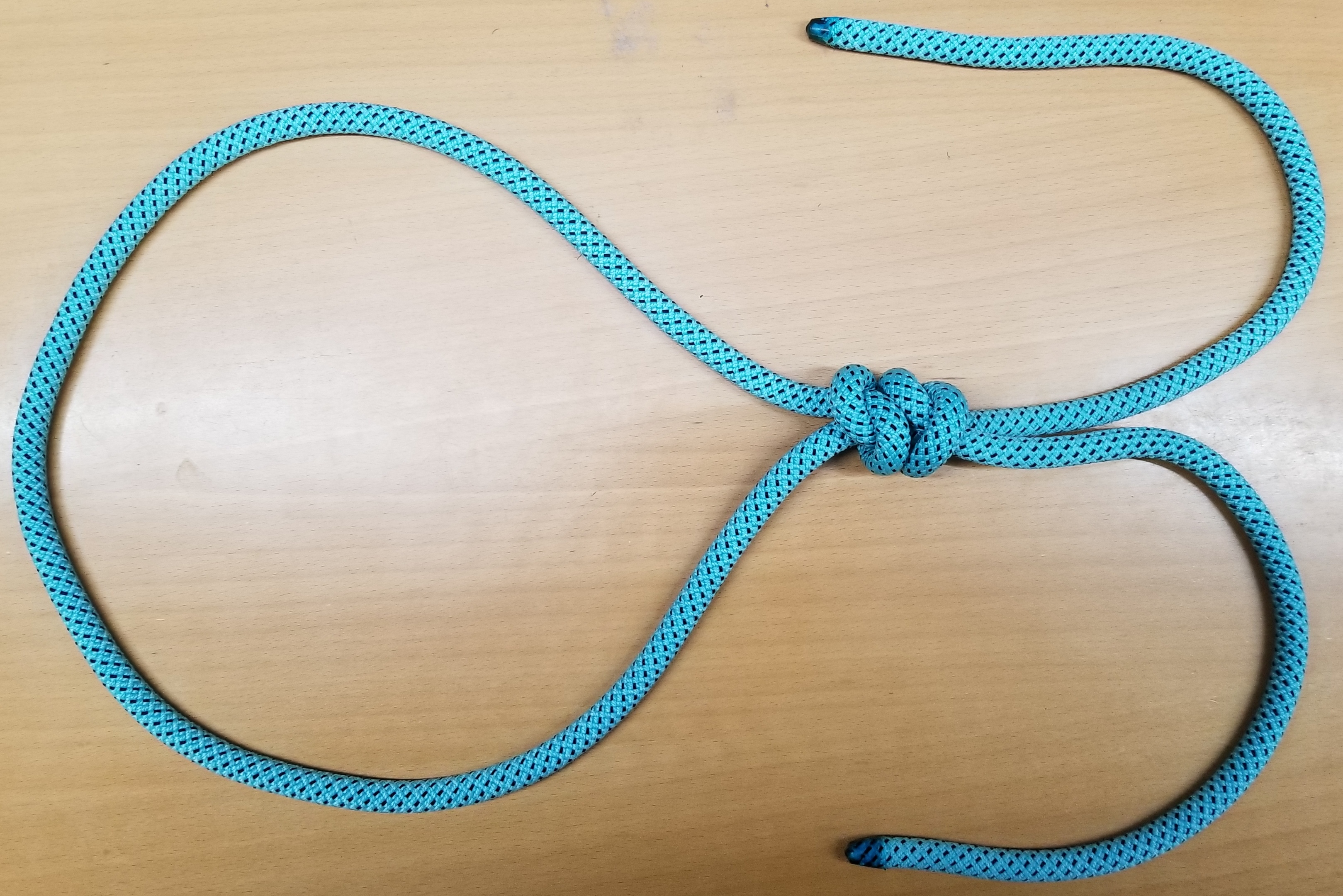
Spierenstich (Schlaufenform). Zum Verbinden eines einzigen Seiles. Beim Zug auf die Seilenden oder das Seil verkleinert sich die Schlaufe nicht, anders als beim Spierenstich (Ringform).

- Einfacher Spierenstich: Sichere Verbindung von zwei rutschigen Tauen. Er ist auch für dünne Leinen nützlich. Auch Garn, Bändsel oder Bindfäden lassen sich mit diesem Knoten verlängern.[4] Er hält auch bei glattem Material wie Monofilgarn gut[3]. Bei Verbindung von zwei Nylon-Angelleinen kann er bei Belastung jedoch aufgehen. Hier besser einen anderen Knoten oder den Doppelten Spierenstich benutzen.
- Spierenstich (Ringform): Verschiebbare Verbindung der Enden von Armbändern, Halsketten etc. Im Bergsport in eine 2er Seilschaft, als es noch keine Klettergurte gab, wurde diese Form ebenfalls benutzt. Heute nicht mehr Stand der Technik und sollte nicht verwendet werden.
- Spierenstich (Tropfenform): Zum Verbinden von zwei Seilen, die parallel liegen.
- Spierenstich (Schlaufenform): Zum Beispiel zum Herstellen einer Prusik-Schlaufe. Im Bergsport als Mittelmannknoten. Mit ihm wurde die Person zwischen zwei Personen z. B. in einer 3er-Seilschaft eingebunden. Heute nicht mehr Stand der Technik und sollte nicht verwendet werden.

## Anwendungsformen

### Spierenstich (Linienform)

#### Knüpfmethode 1
Mit dem Ende eines Seiles wird ein Halber Knoten so um das Ende eines anderen Seiles geknüpft, dass die beiden Seilenden des Halben Knotens mit dem anderen Seil parallel liegen. Dann wird mit dem Ende des anderen Seiles ein zweiter Halber Knoten so um das erste Seil geknüpft, dass die beiden Seilenden des Halben Knotens mit dem anderen Seil parallel liegen. Wichtig ist, dass die beiden Halben Knoten die gleiche Orientierung haben, dann passen sie besser zusammen. Bei Zug an beiden Seilen schieben sich die beiden Halben Knoten zusammen und liegen gleichmäßig aneinander an.

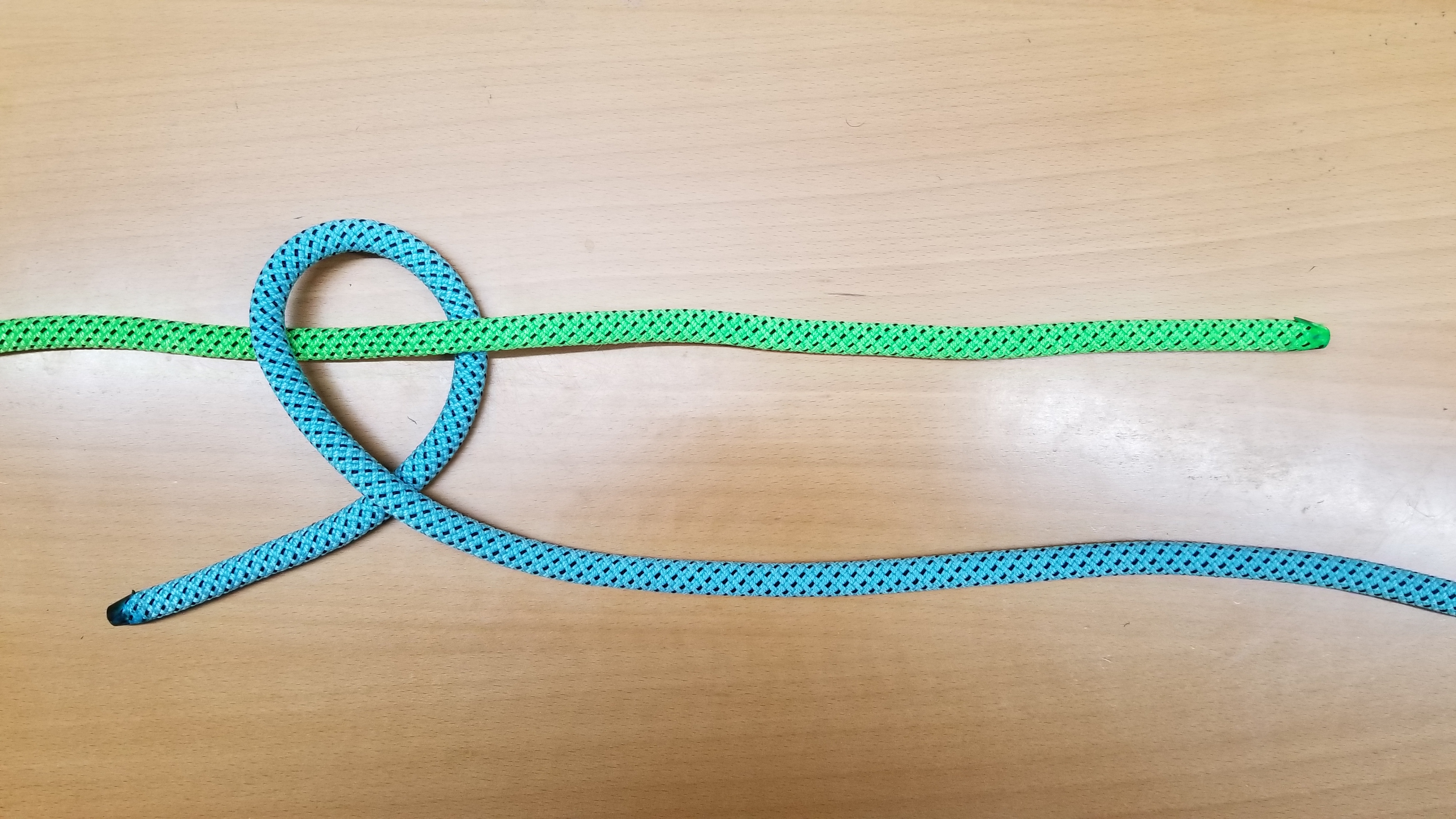
Mit dem von rechts kommenden Seil wird ein rechtsgängiges Auge gelegt, indem man nach oben fährt und unter beiden Seilen hindurch.
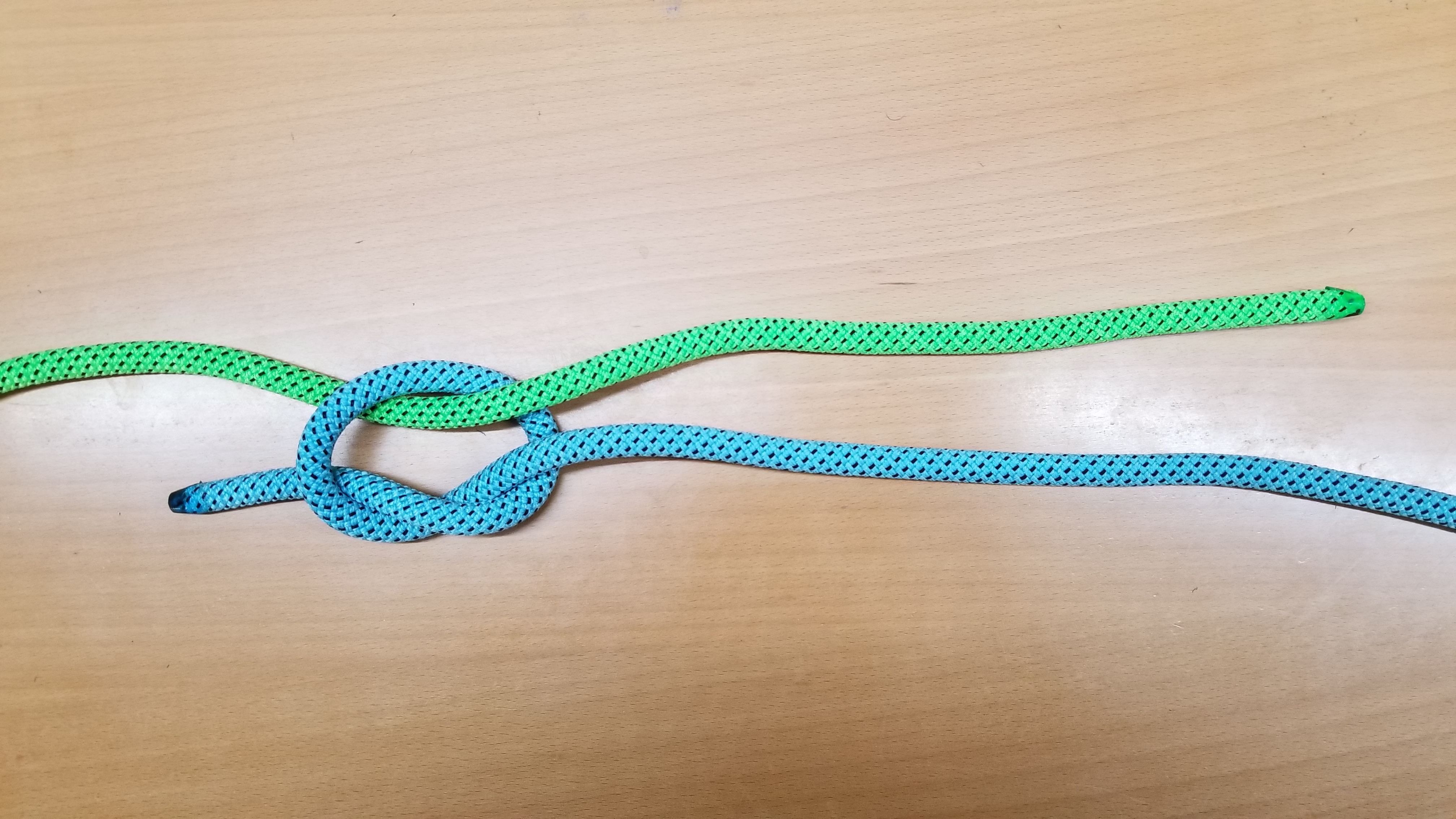
Dann wird der erste Halbe Knoten fertig gebunden.
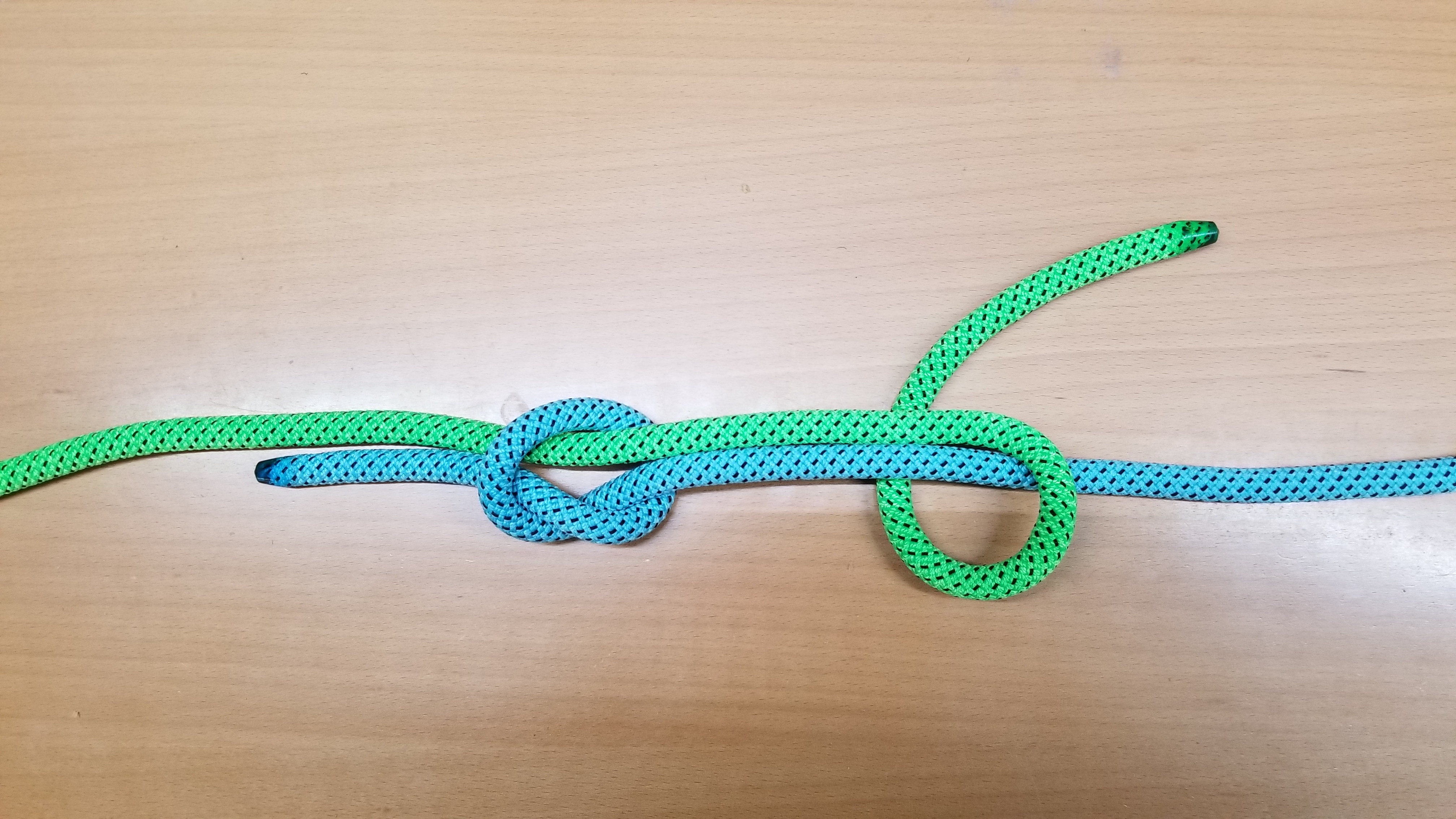
Mit dem von links kommenden Seil wird wieder ein rechtsgängiges Auge gelegt. Da es auf der anderen Seite ist, muss man das Seil diesmal nicht nach oben, sondern nach unten legen.
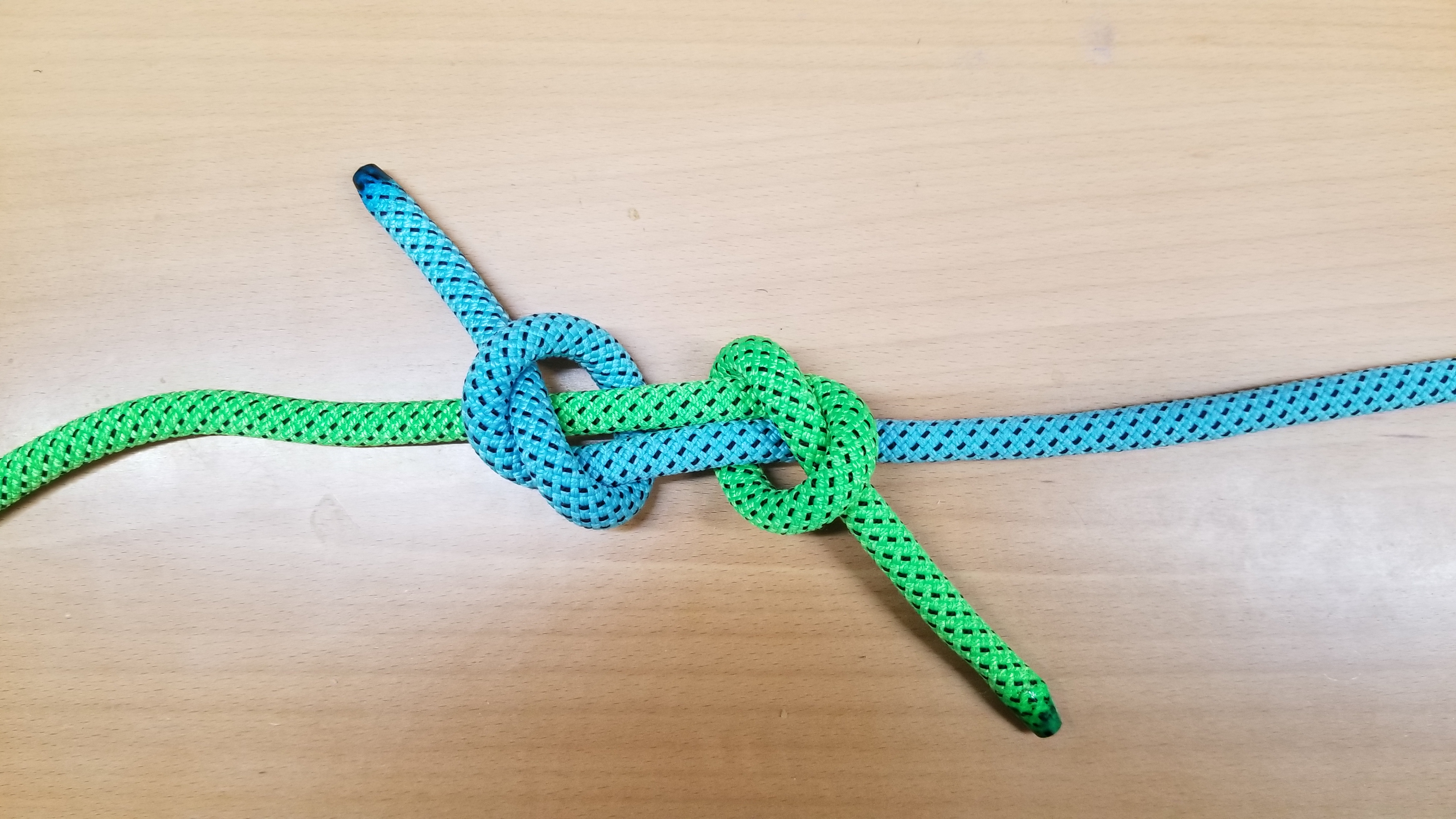
Und den zweiten Halben Knoten legen.

#### Knüpfmethode 2
Nachdem man den ersten Knoten geknüpft hat, kann man – wenn möglich – die Seile horizontal umdrehen und als zweiten Knoten den gleichen Knoten, wie den ersten knüpfen. So erreicht man auch, dass beide Knoten die gleiche Orientierung haben.

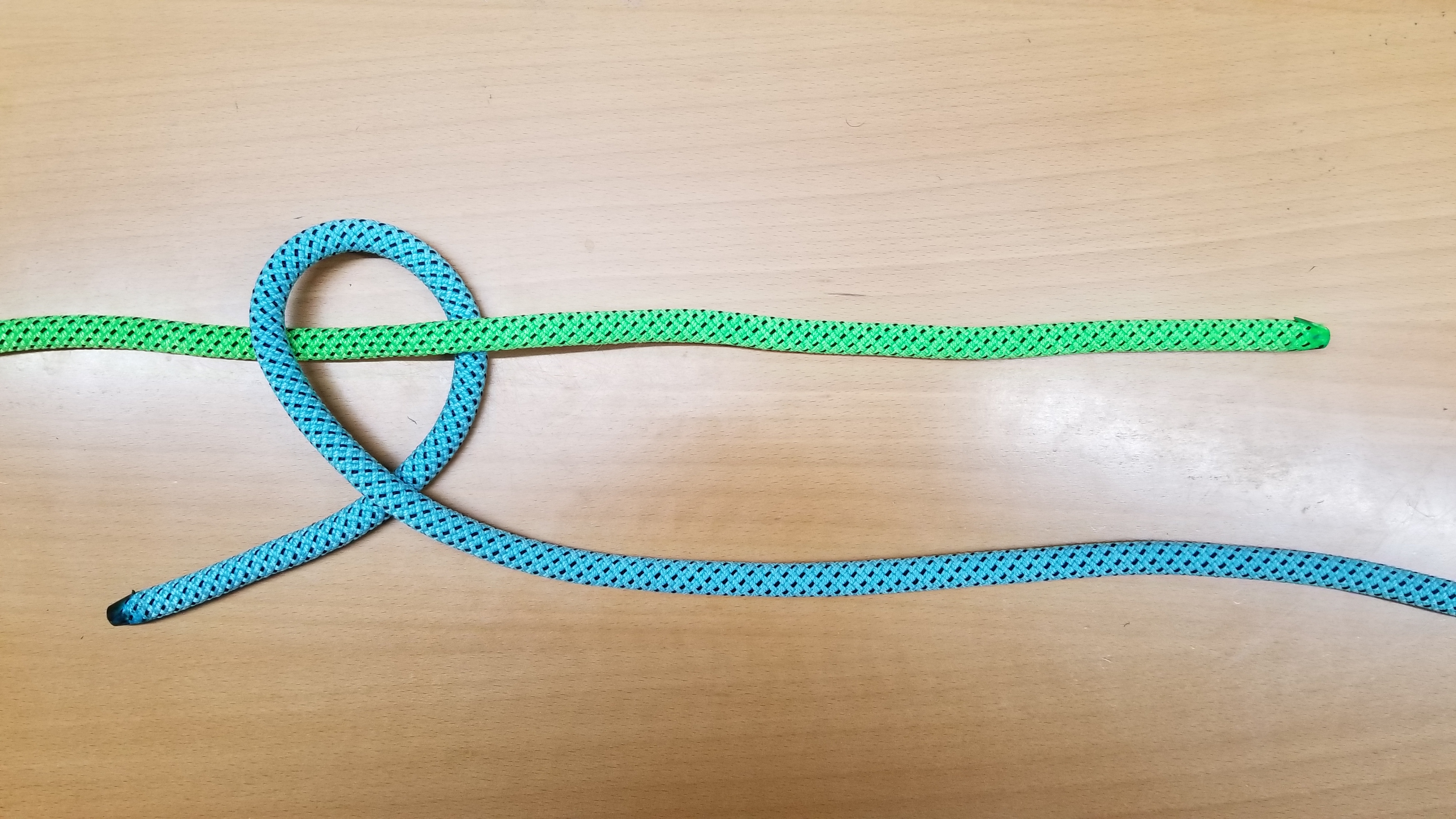
Mit dem von rechts kommenden Seil wird ein rechtsgängiges Auge gelegt, indem man nach oben fährt und unter beiden Seilen hindurch.
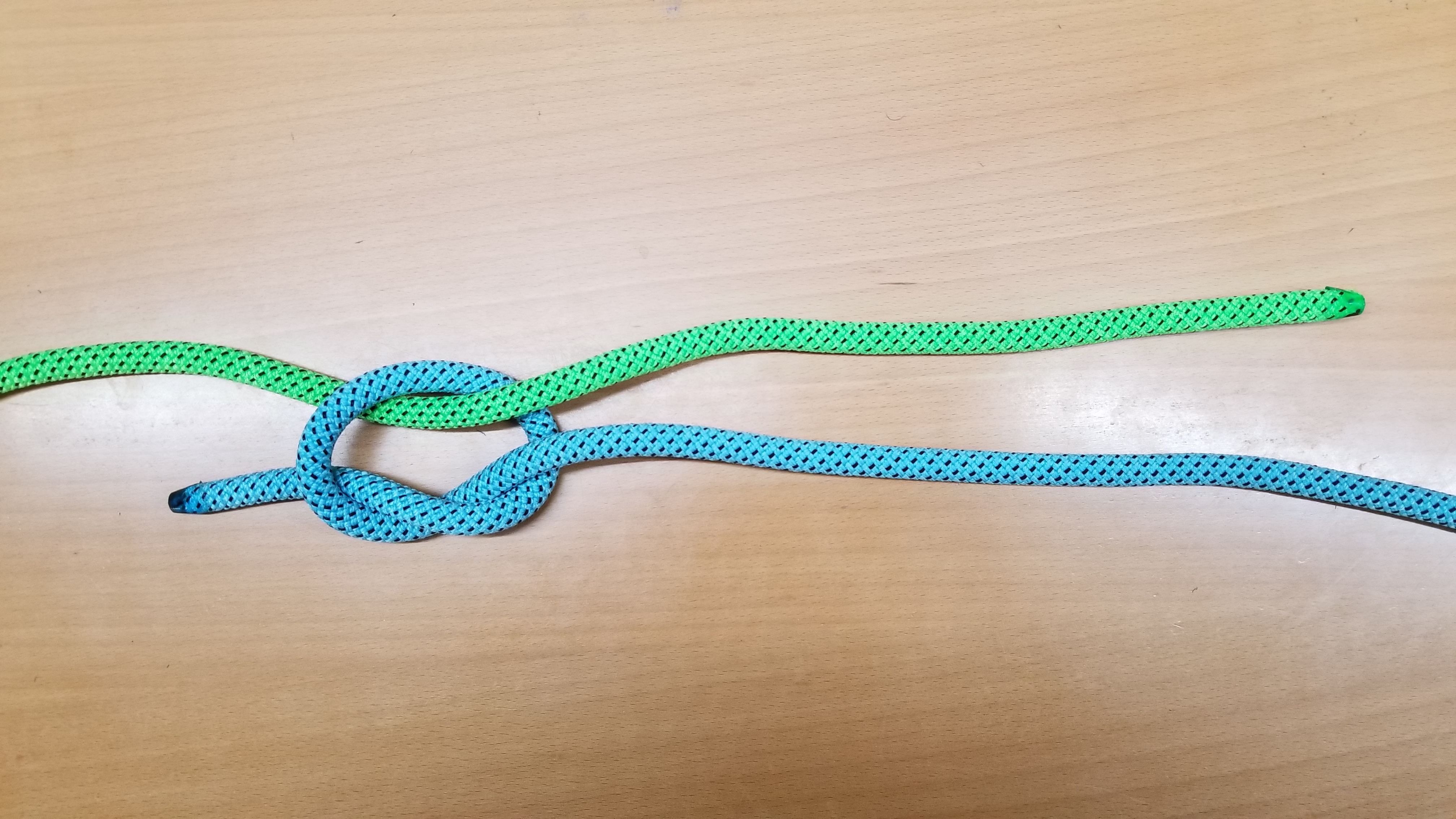
Dann wird der erste Halbe Knoten fertig gebunden.
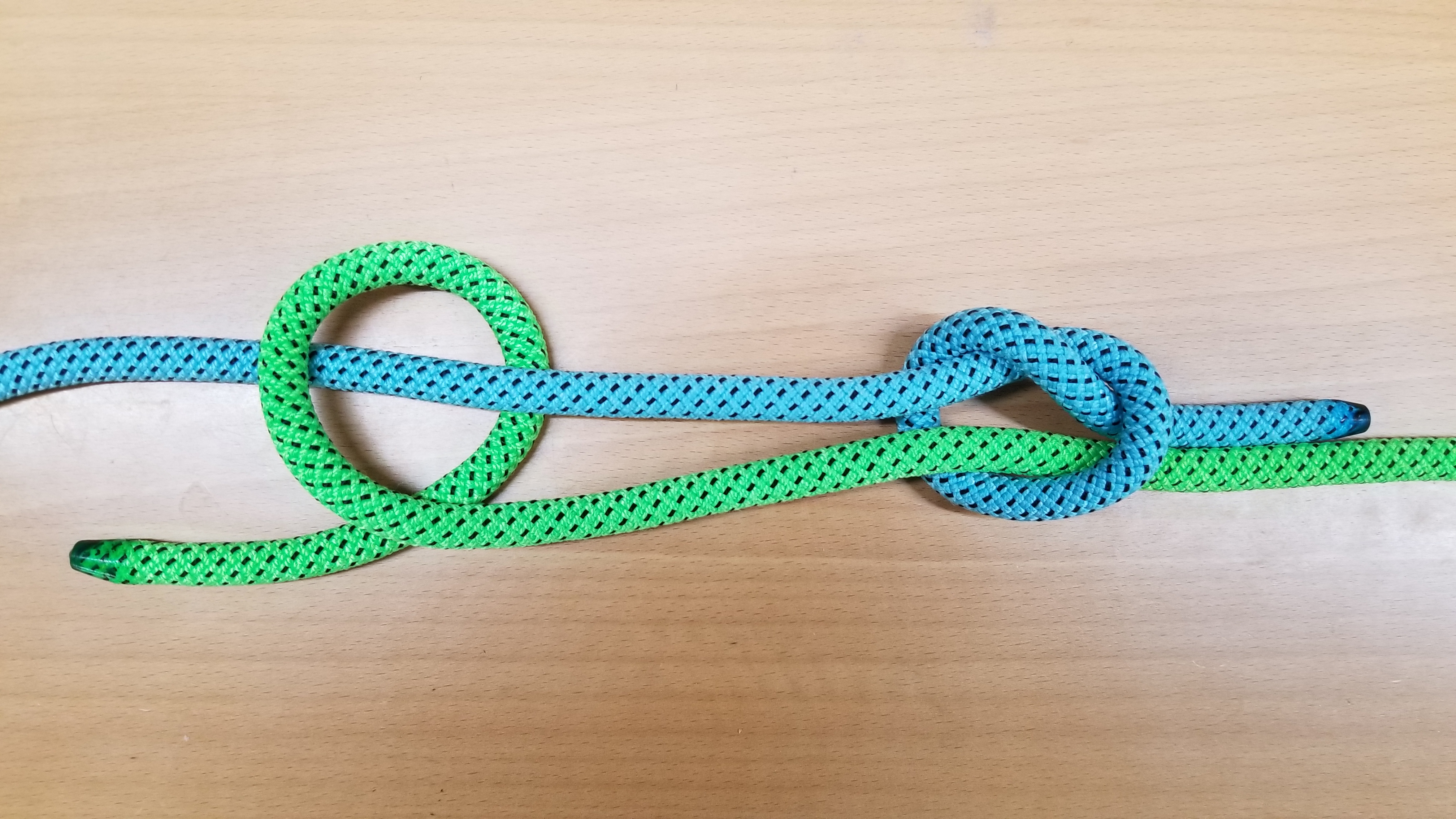
Das Seil horizontal umdrehen und nochmal ein rechtsgängiges Auge legen, indem man nach oben fährt und unter beiden Seilen hindurch.
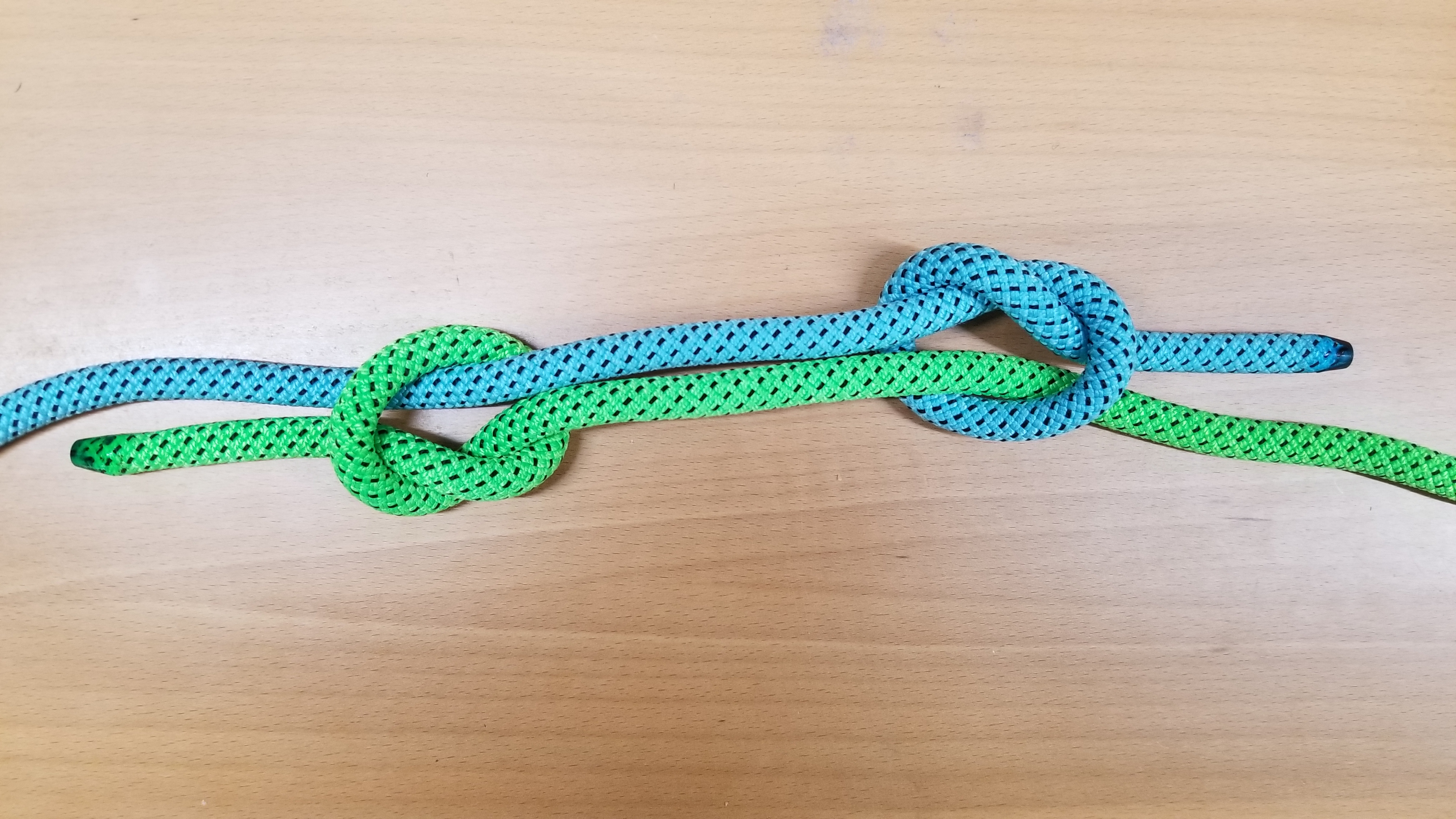
Den Halben Knoten fertig binden.
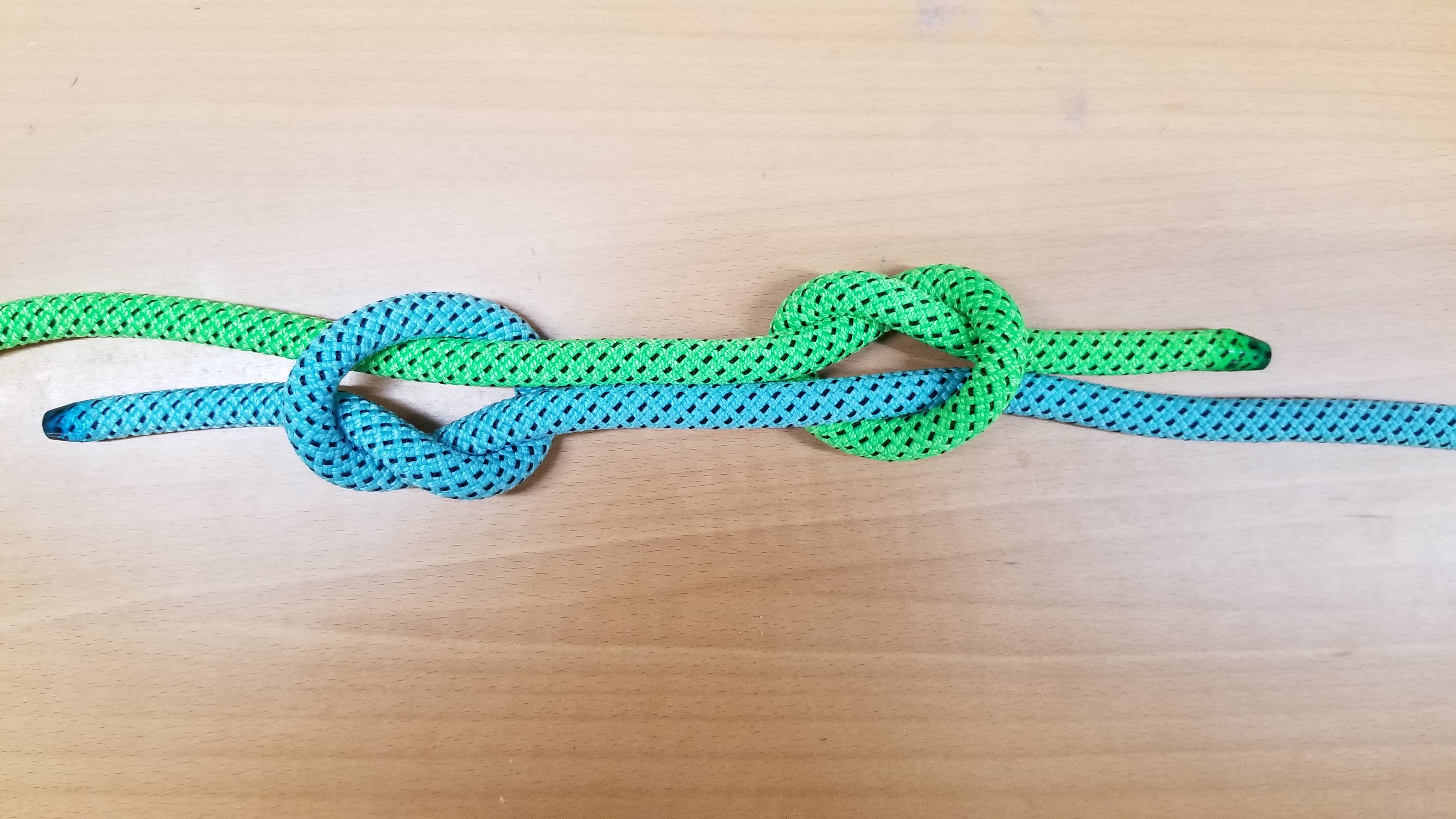
Das Seil wieder horizontal umdrehen.

#### Fertig gestellt

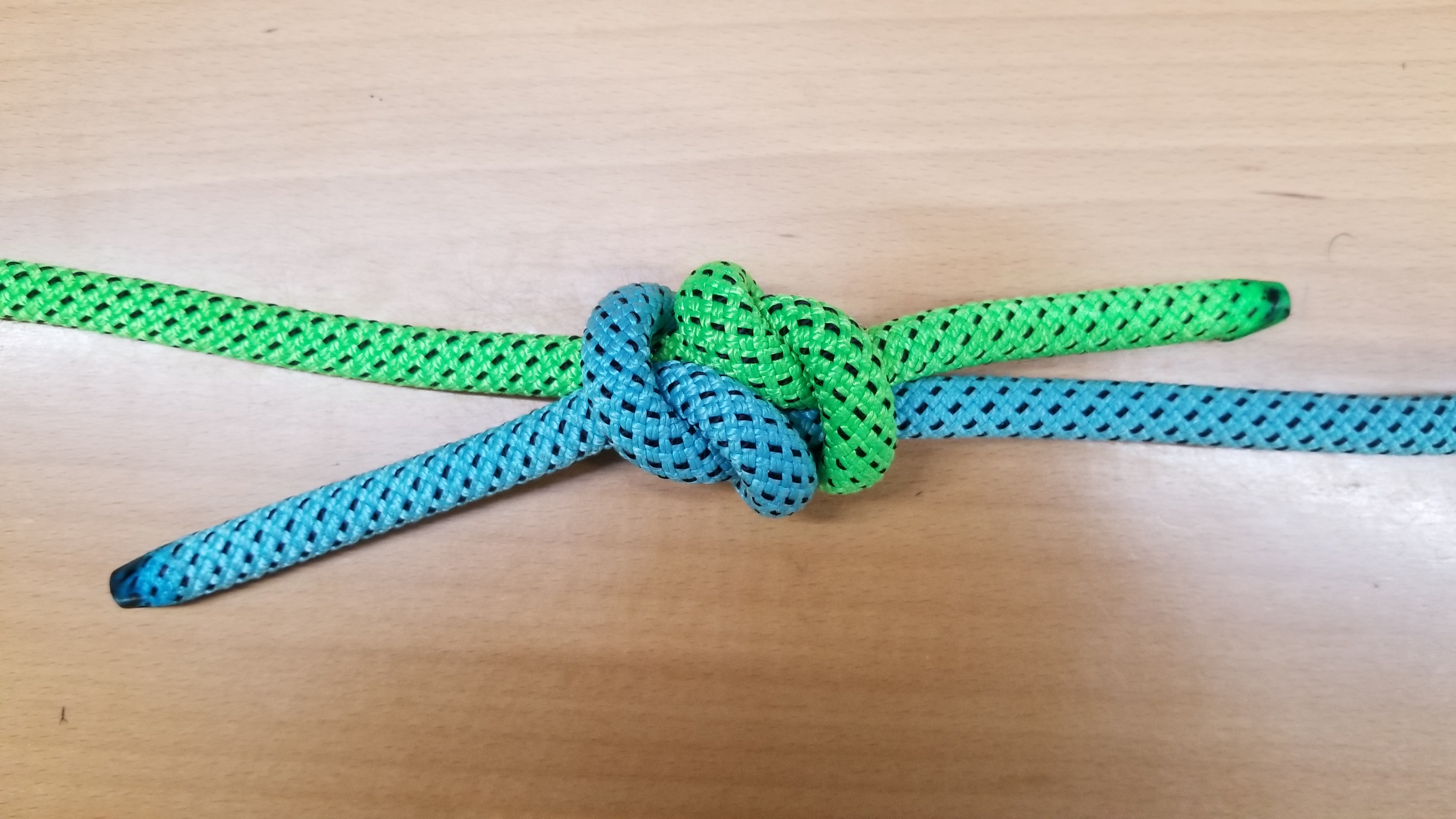
Und zuziehen. Vorderansicht des fertigen Einfachen Spierenstiches
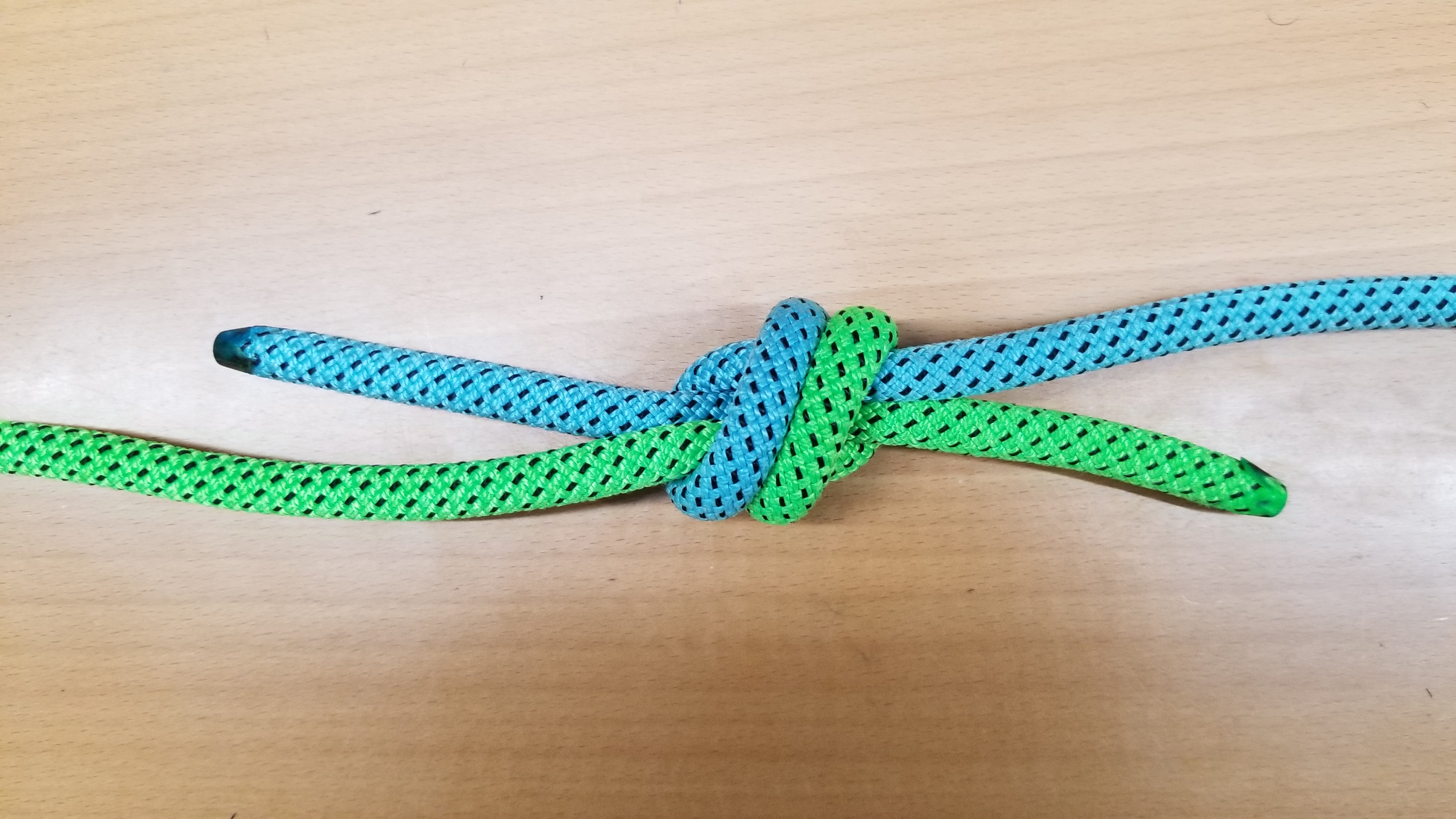
Rückansicht. Man sieht sehr gut, dass beide Knoten die gleiche Orientierung haben.

Zum Lösen einfach an den beiden Seilenden ziehen, dann schieben sich die beiden Halben Knoten auseinander und der Spierenstich lässt sich lösen.
Achtung: Ein falsch geknoteter Spierenstich ist auf den ersten Blick fast nicht vom Richtigen zu unterscheiden.

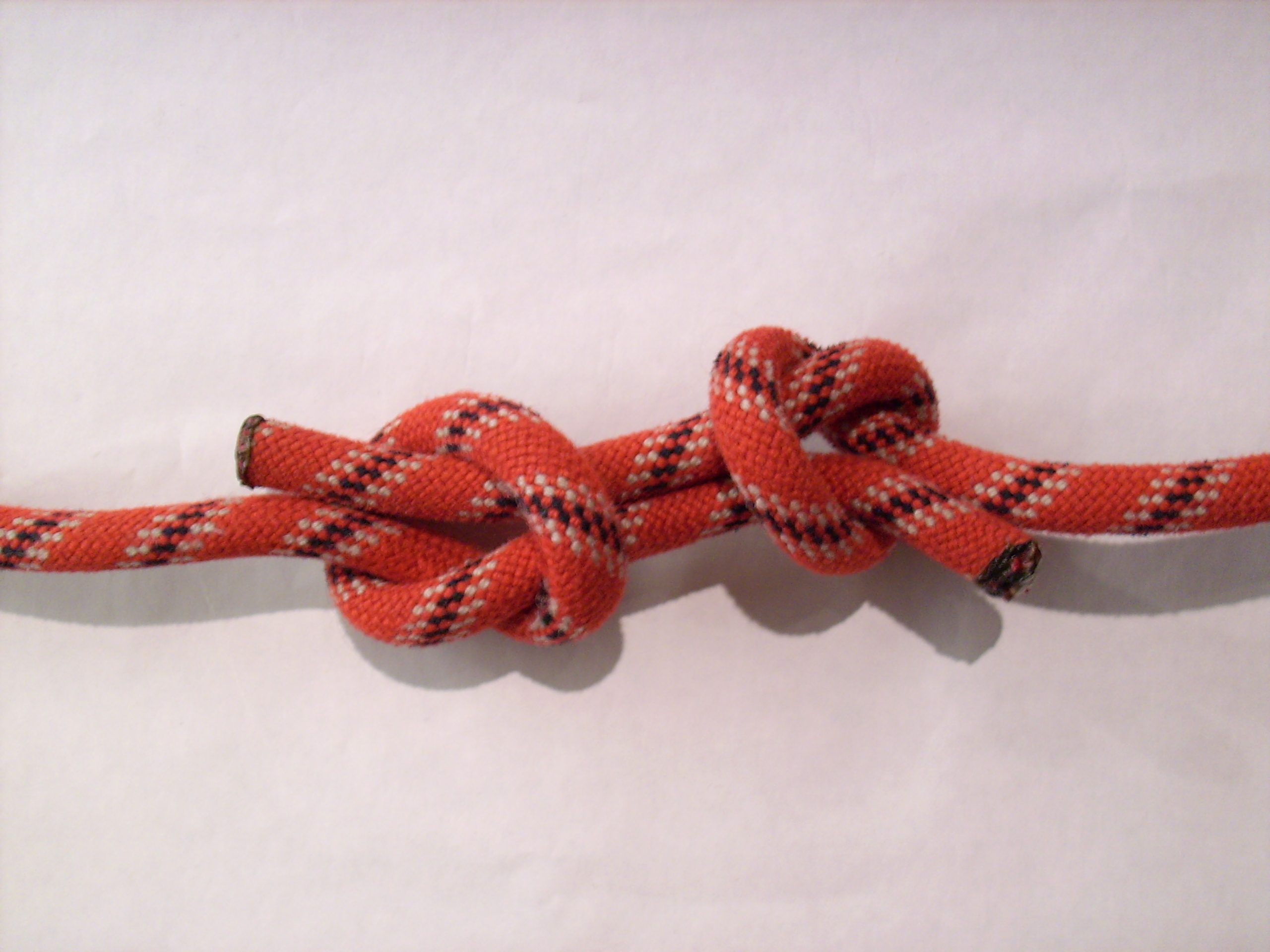
Falsch geknotet! Zwei Halbe Knoten, welche auf Zug das Seilende herausgleiten lassen.

### Spierenstich (Tropfenform)
Die Seile liegen parallel.

#### Knüpfmethode 1

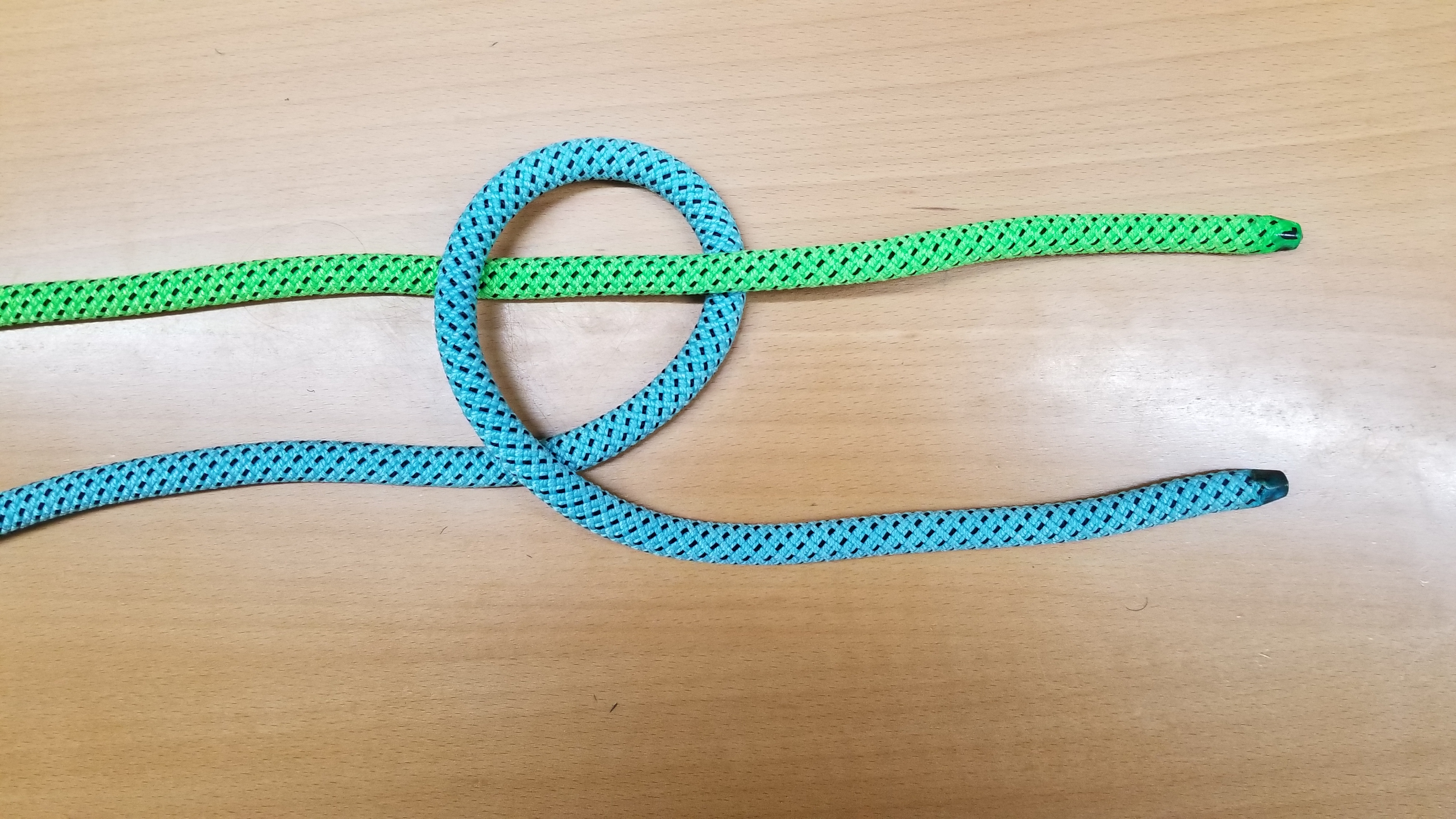
Mit dem unteren Seil (blau) wird ein rechtsgängiges Auge gelegt, indem man unter das obere Seil nach oben fährt und über die beiden Seile.
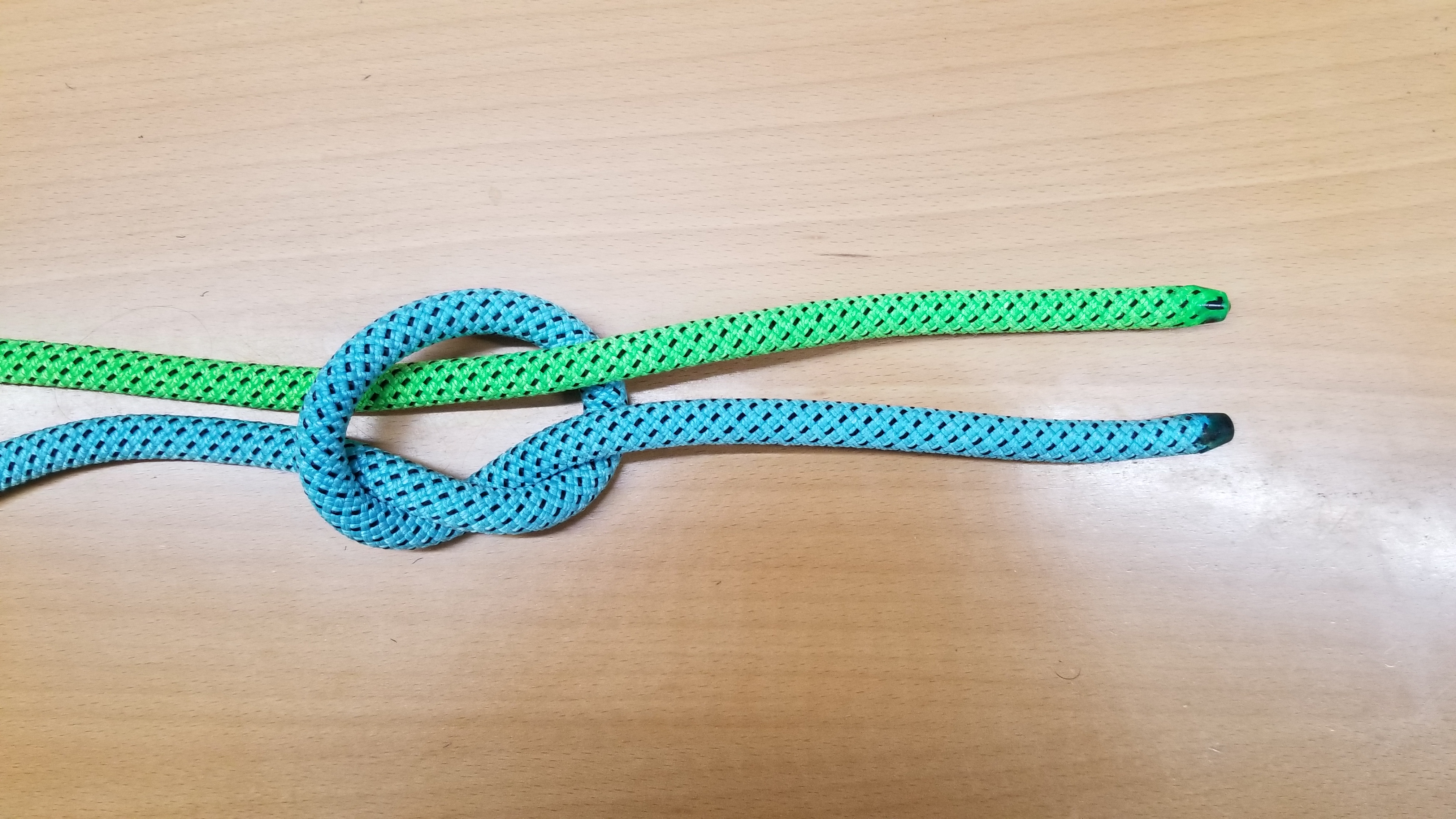
Den ersten Halben Knoten knüpfen.
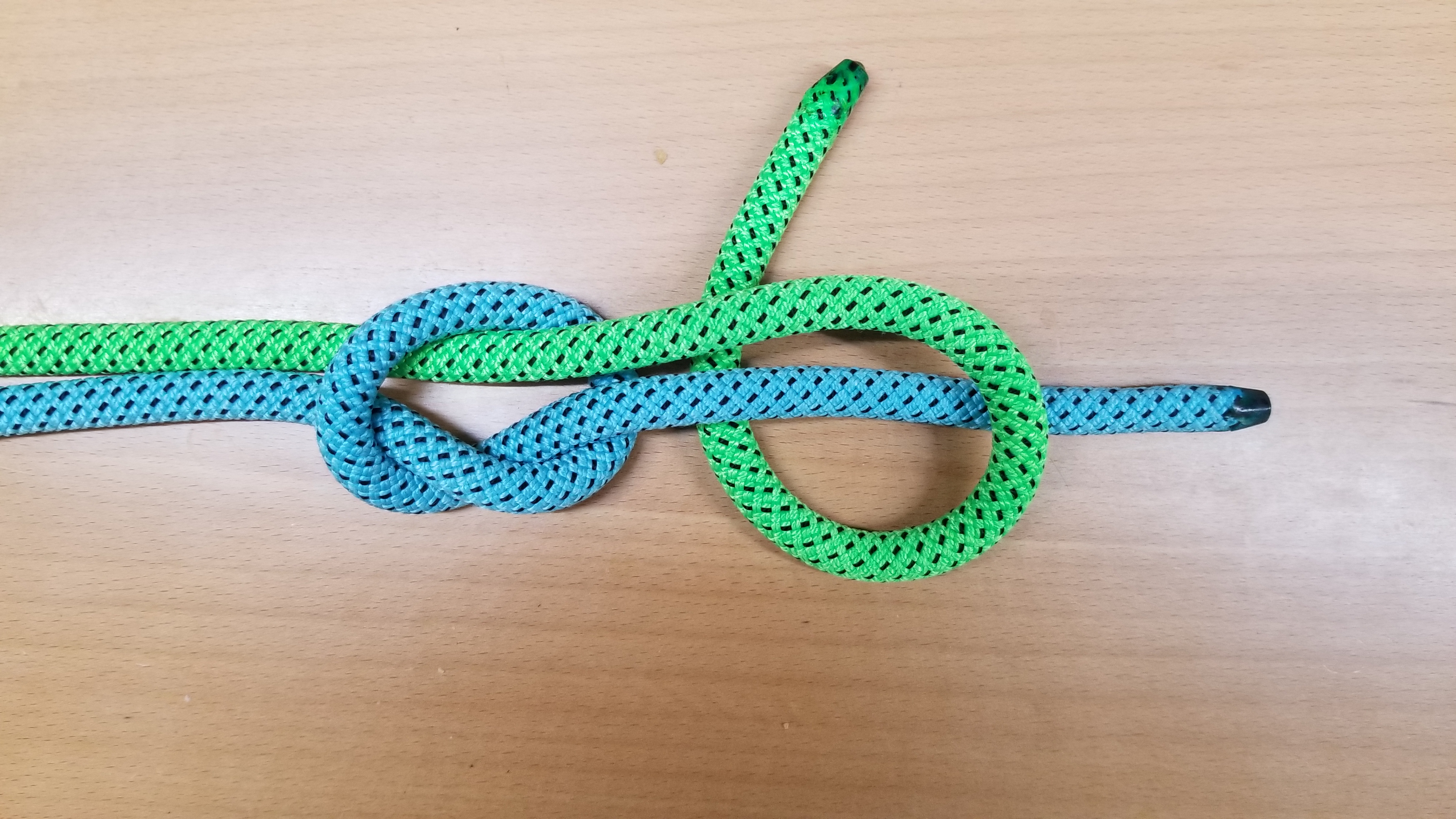
Mit dem oberen Seil (grün) wird ein rechtsgängiges Auge gelegt, indem man über das untere Seil nach unten fährt und unter die beiden Seile wieder hoch.
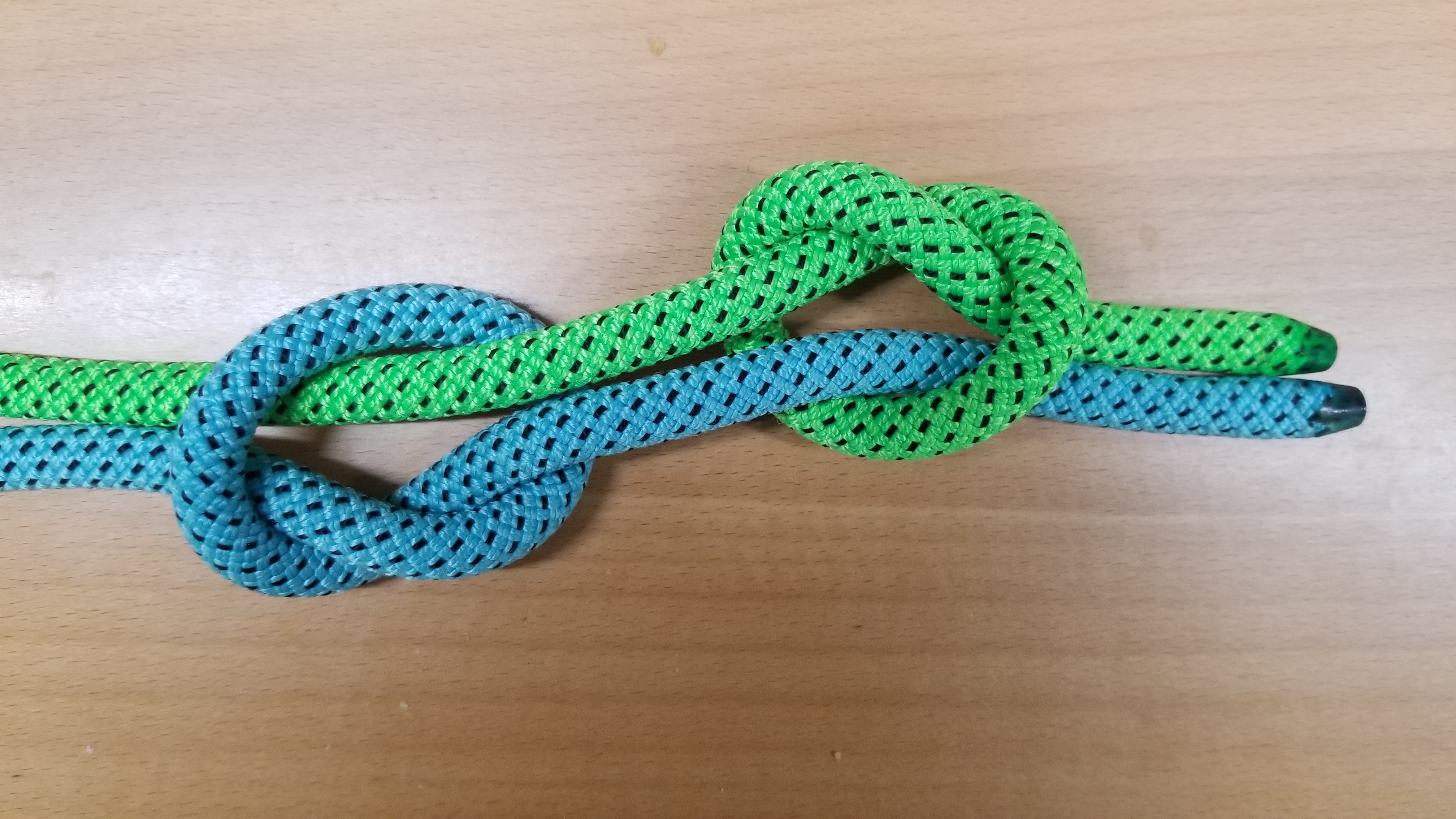
Den zweiten Halben Knoten fertigstellen.

#### Knüpfmethode 2

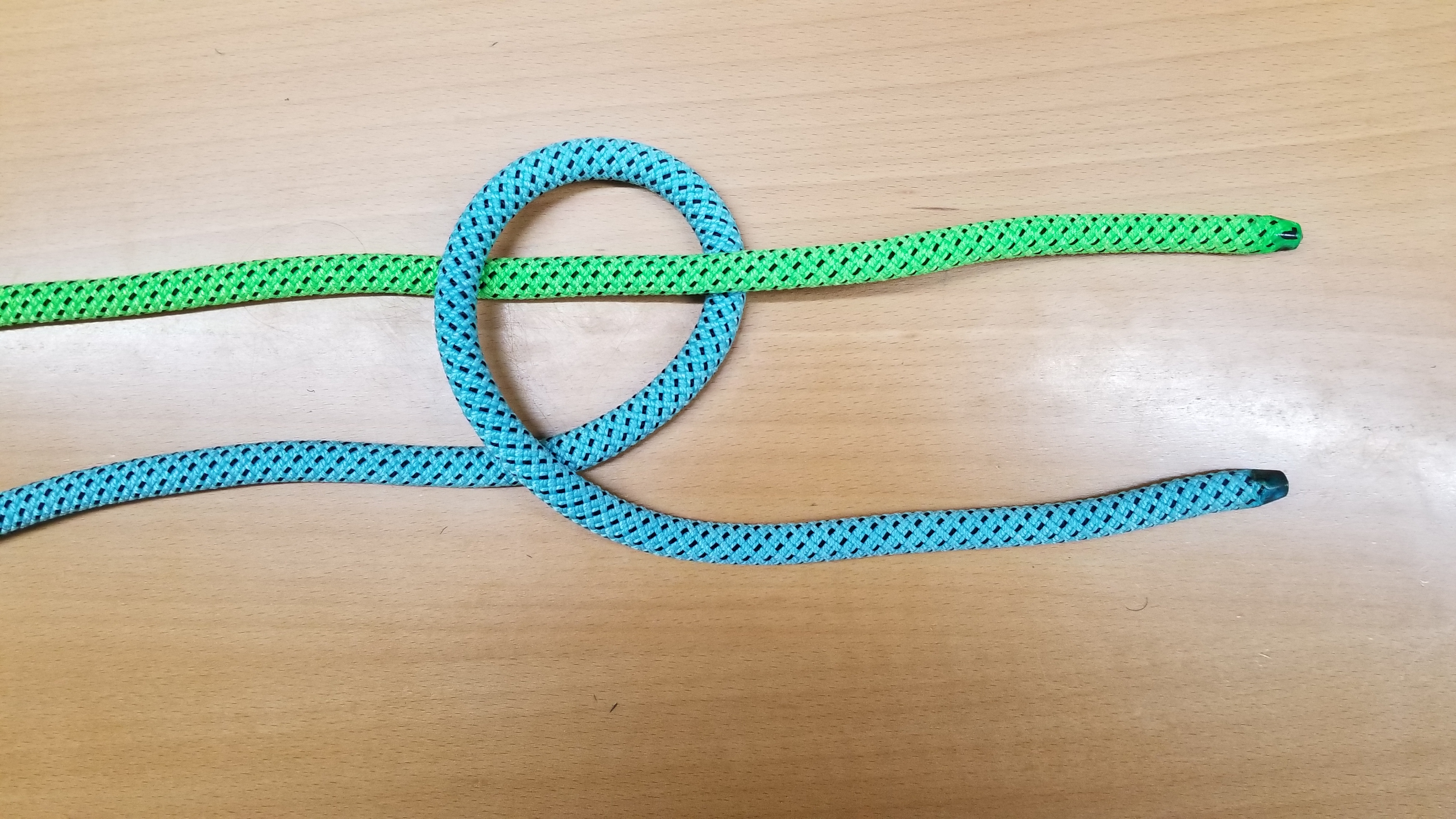
Mit dem unteren Seil (blau) wird ein rechtsgängiges Auge gelegt, indem man unter das obere Seil nach oben fährt und über die beiden Seile.
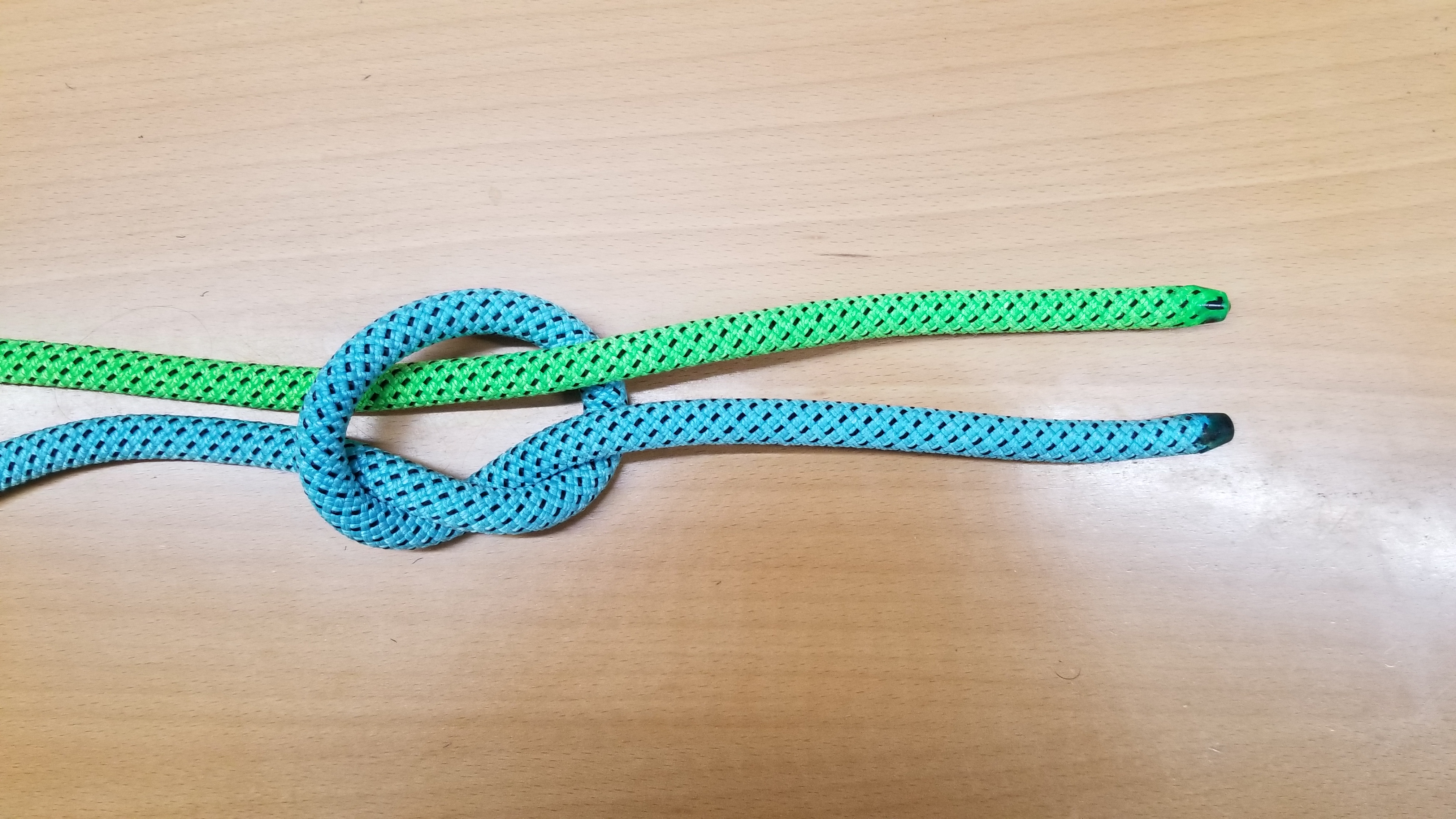
Den ersten Halben Knoten knüpfen.
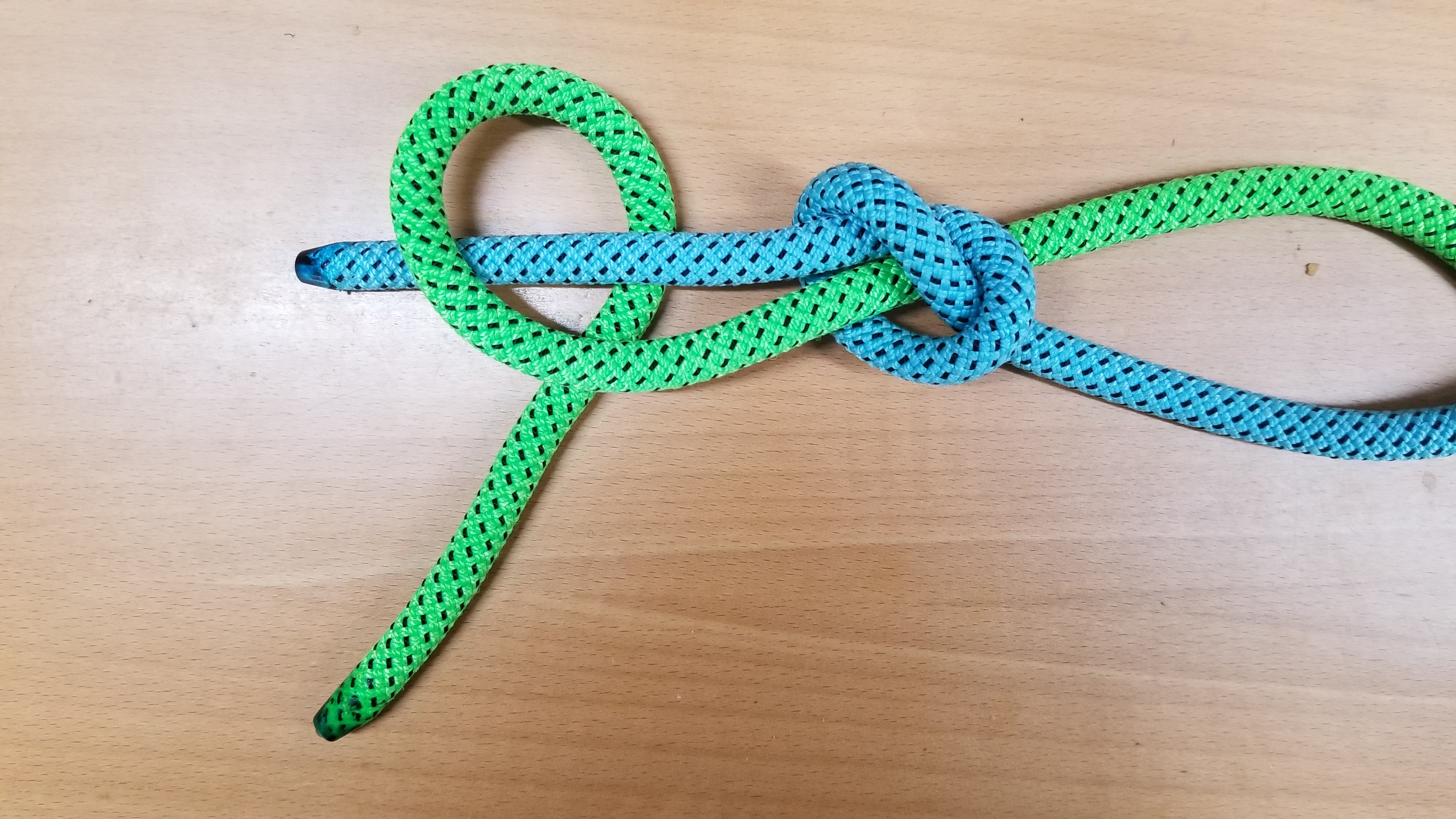
Die Seile umdrehen und das gleiche Auge wie in Bild 1 knüpfen.
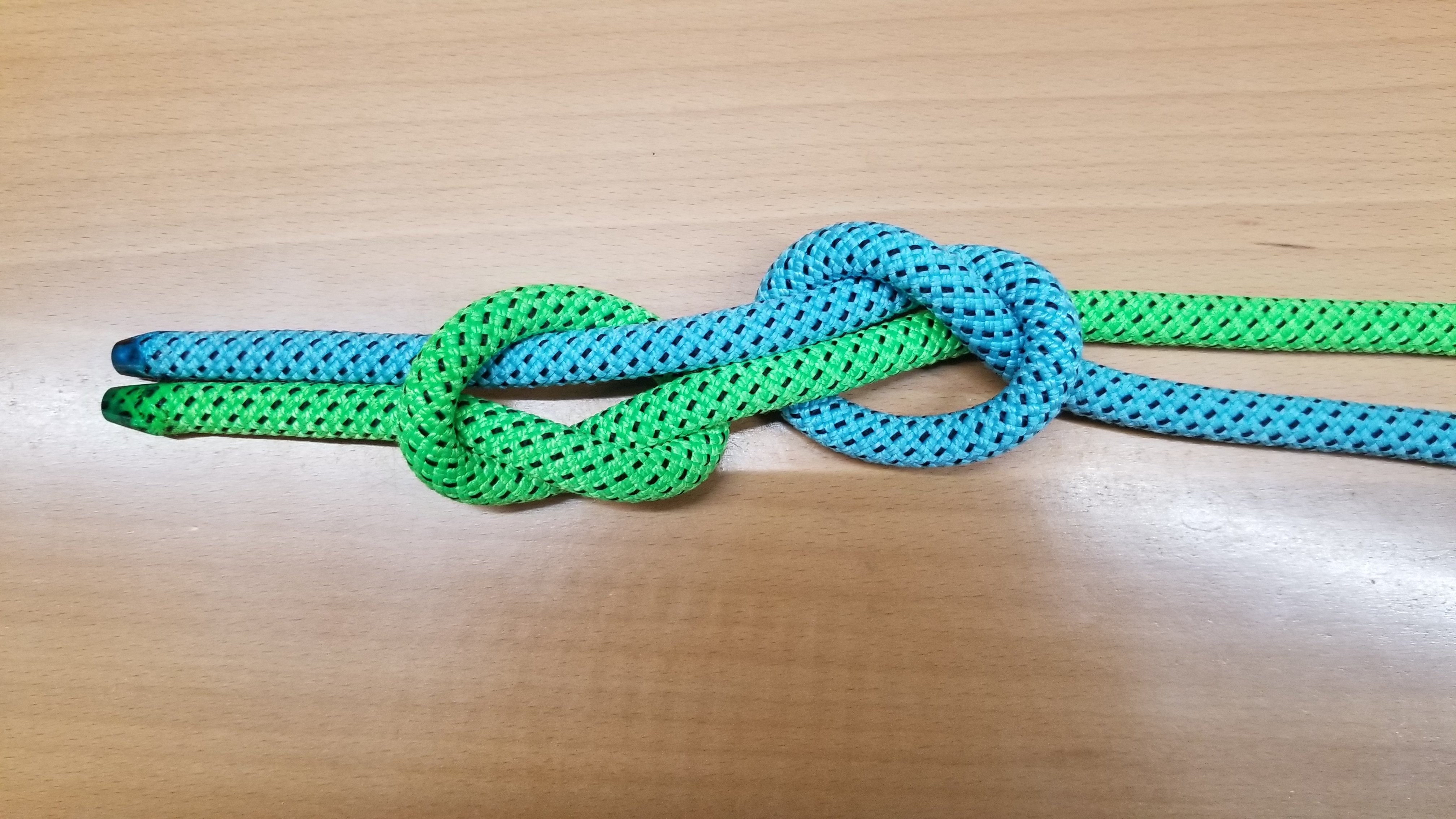
Den zweiten Halben Knoten knüpfen
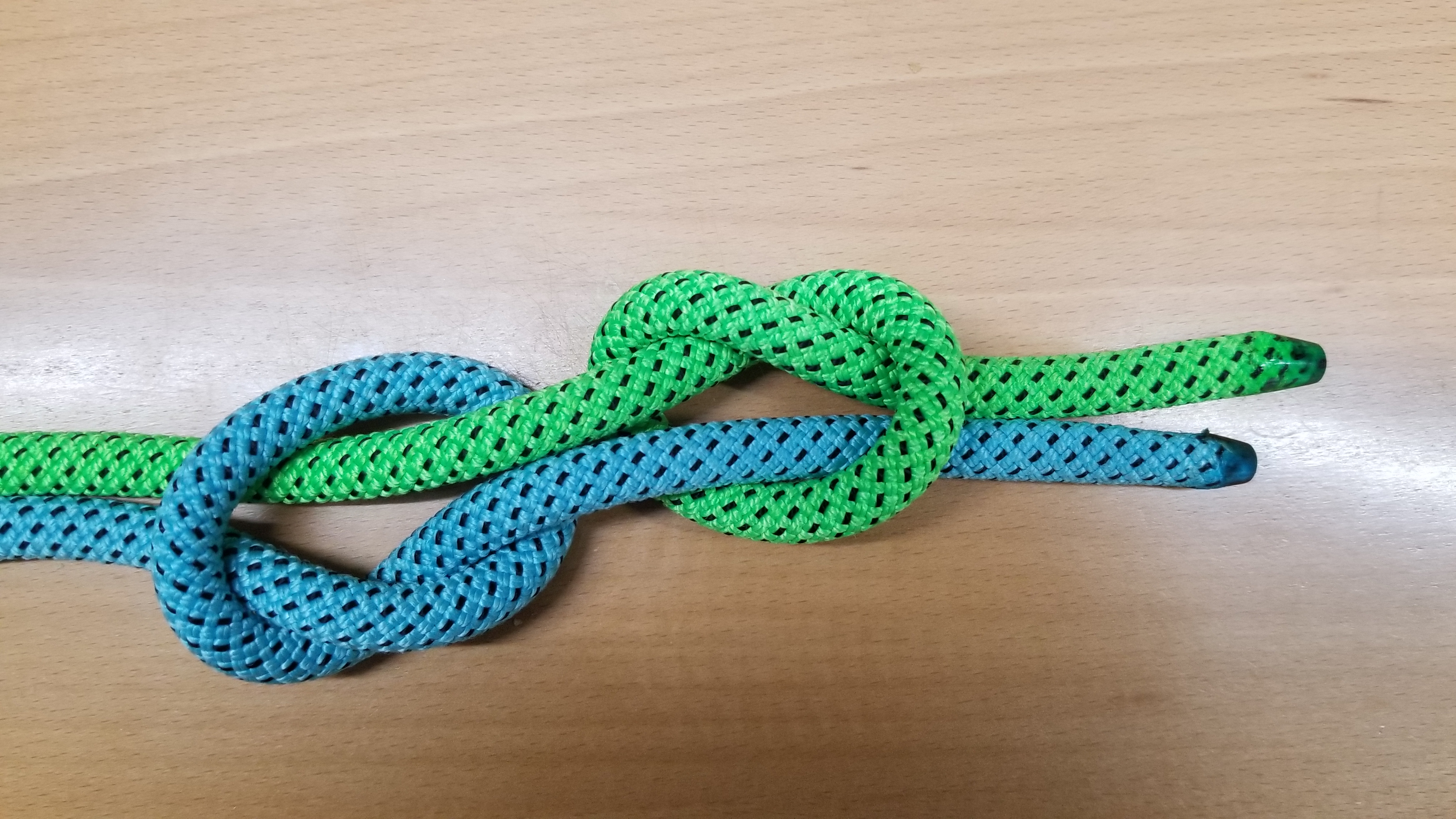
Und die Seile wieder umdrehen

#### Fertig gestellt

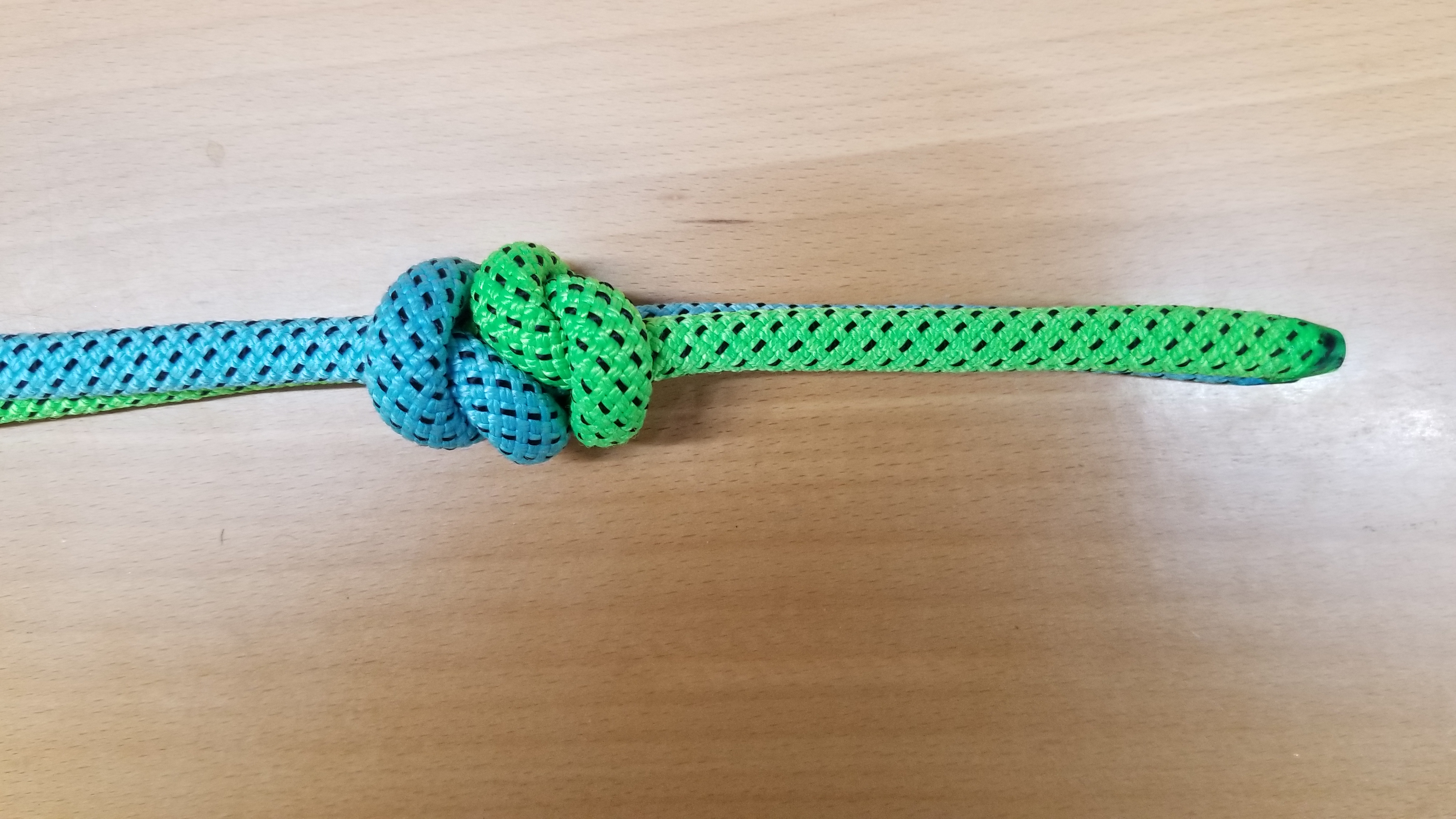
Vorderansicht des Spierenstiches (Tropfenform).
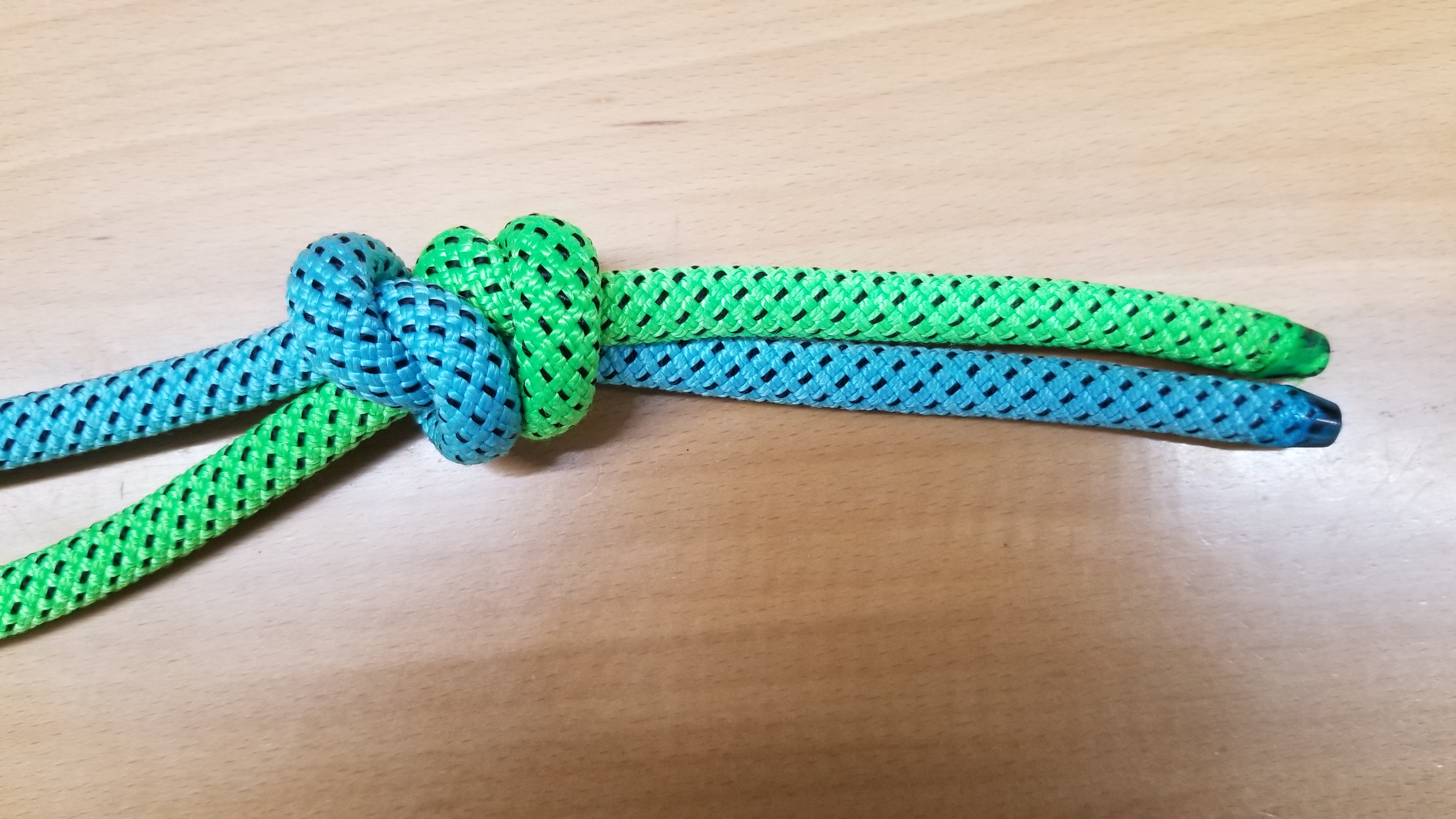
Seitansicht des Spierenstiches (Tropfenform).
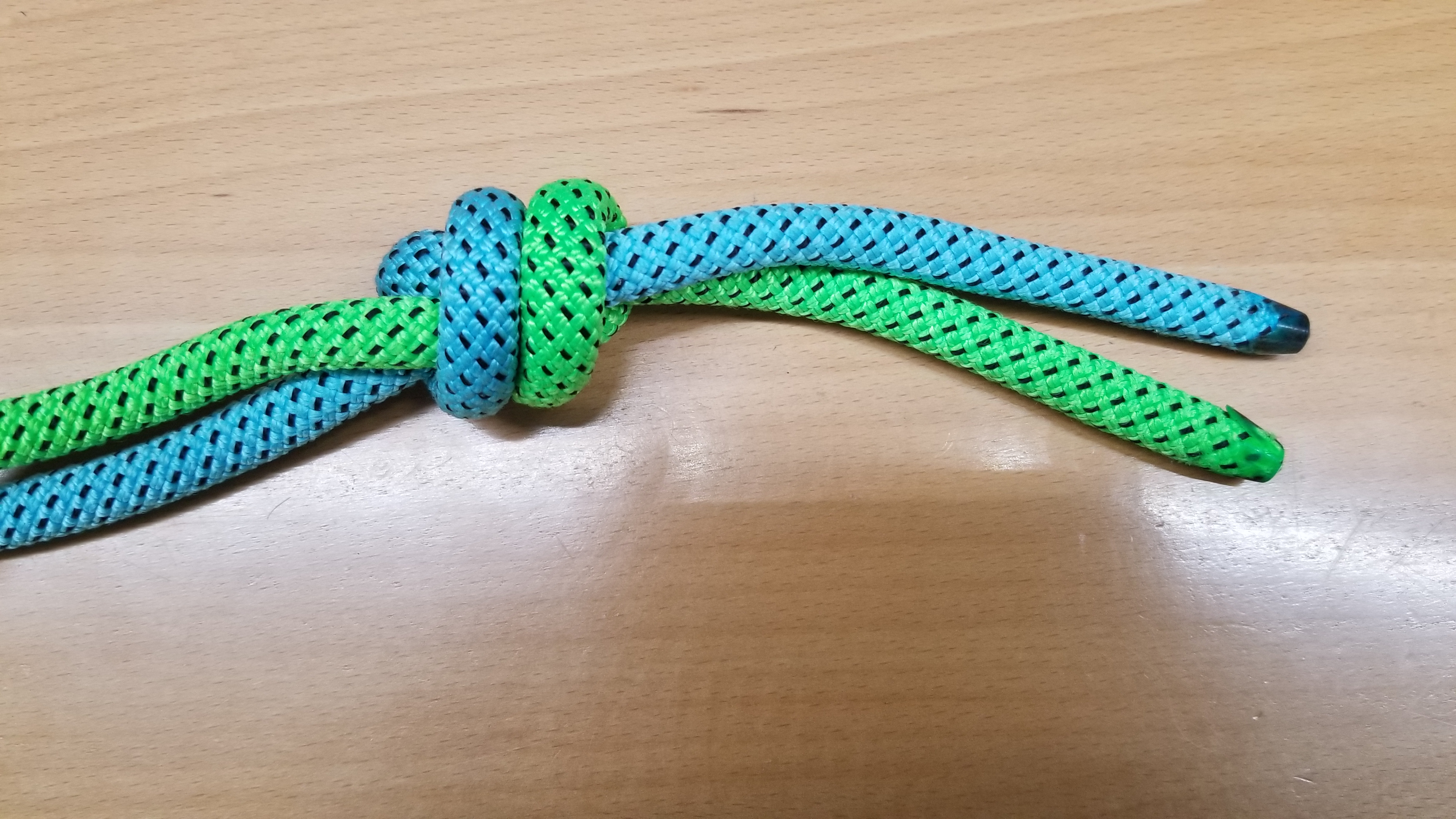
Rückansicht des  Spierenstiches (Tropfenform).

### Spierenstich (Ringform)
Benutzt man nur ein Seil und verbindet dessen beiden Seilenden mit dem Spierenstich erhält man einen Spierenstich (Ringform). Vergrößert man nur auf den Knoten, sieht man, dass der Knoten selbst keinen Unterschied zum Spierenstich als Verbindungsknoten von zwei Seilen hat. Das Seil kommt jeweils waagrecht aus dem Knoten heraus. Geknüpft wird er also wie der Einfache Spierenstich.
In dieser Form wird der Spierenstich als Verschluss bei Armbändern verwendet.
Im Bergsport in eine 2er Seilschaft, als es noch keine Klettergurte gab, wurde diese Form ebenfalls benutzt.
Macht man in ein Seil einen Überhandknoten so, dass noch zwei Meter Seilende frei bleiben, und legt man dieses Ende um die Brust und steckt es durch den Überhandknoten (immer so, dass die Seilenden mit dem Seil parallel liegen), zieht dann die Schlaufe enganliegend um den Brustkorb zu, knotet mit dem durchsteckten Ende einen weiteren Überhandknoten um das die Brust umspannende Seil, zieht das Ganze so zusammen, dass die entstehende feste Schlaufe eng am Brustkorb anliegt – dann hat man sich so eingebunden, wie das früher die Bergsteiger gemacht haben, als es noch keine Klettergurte gab. Gesichert wurde dieser Knoten mit einem weiteren Überhandknoten direkt hinter dem zweiten.

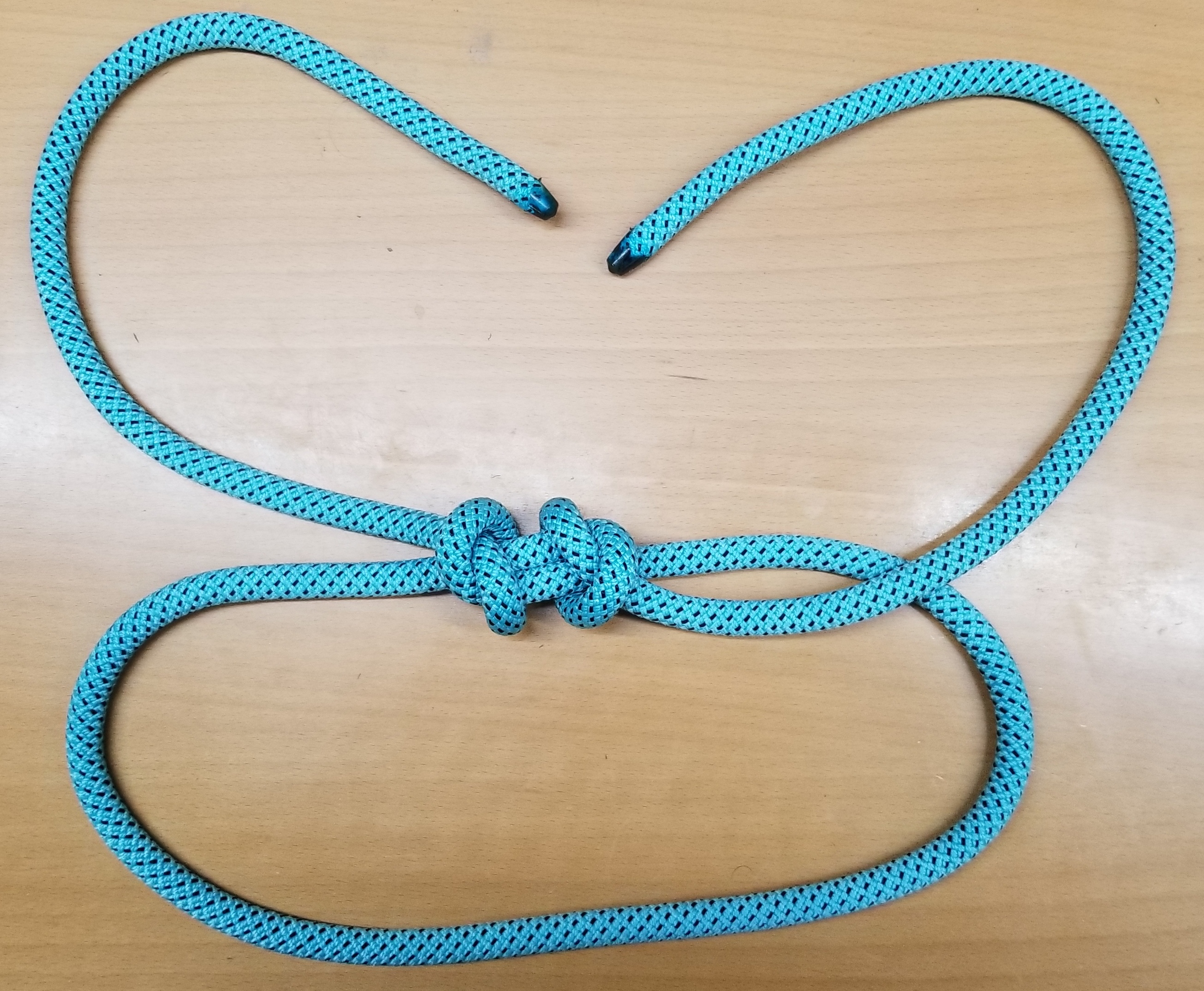
Vorderseite des Spierenstiches (Ringform). So wurden früher Bergsteiger in der 2er-Seilschaft ins Bergseil eingebunden (veraltet).
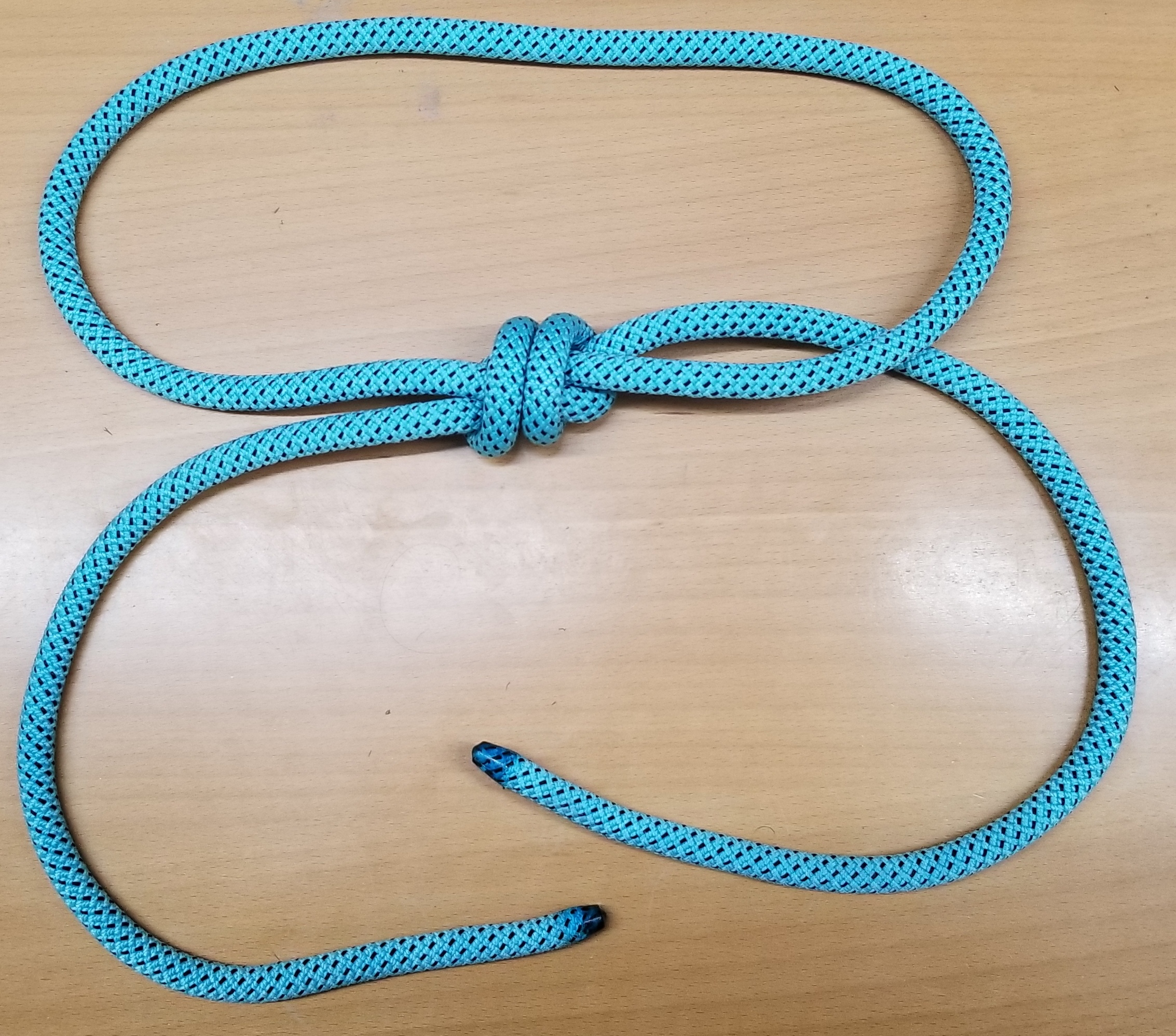
Rückseite des Spierenstiches (Ringform).

### Spierenstich (Schlaufenform)
Hier haben die beiden halben Knoten auch jeweils die gleiche Orientierung und sind daher symmetrisch. Die Schlaufe ist stark und hübsch, aber klobig. Man kann sie aufbinden, indem man die beiden Knoten auseinanderschiebt und dann einen nach dem anderen überkippt. Früher beim Klettern hieß er auch Mittelmannknoten. Mit ihm wurde die Person zwischen zwei Personen z. B. in einer 3er-Seilschaft eingebunden. Heute nicht mehr Stand der Technik und sollte nicht verwendet werden.

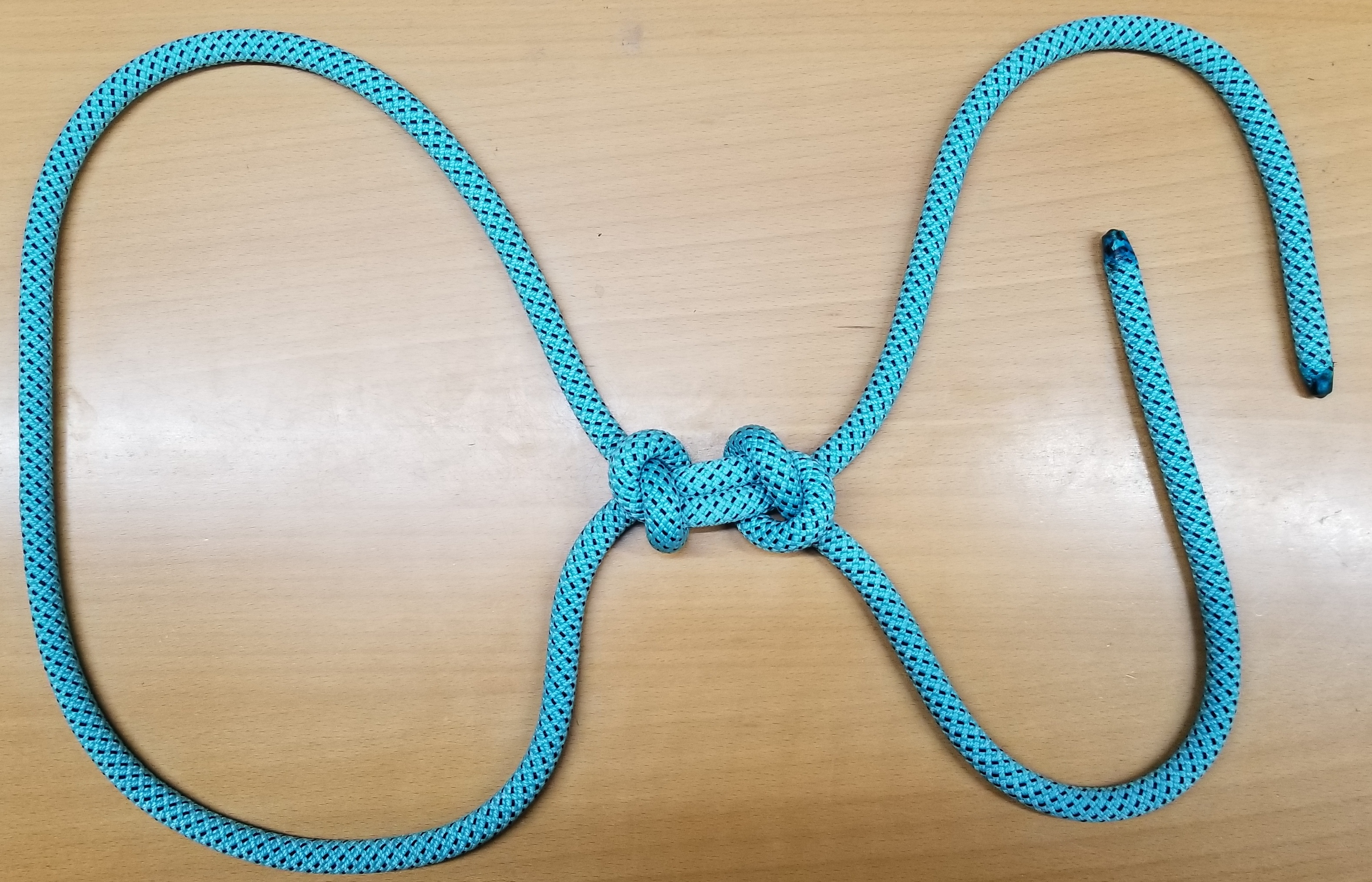
Verbesserter Engländerknoten[7],   oder Mittelmannknoten[8].
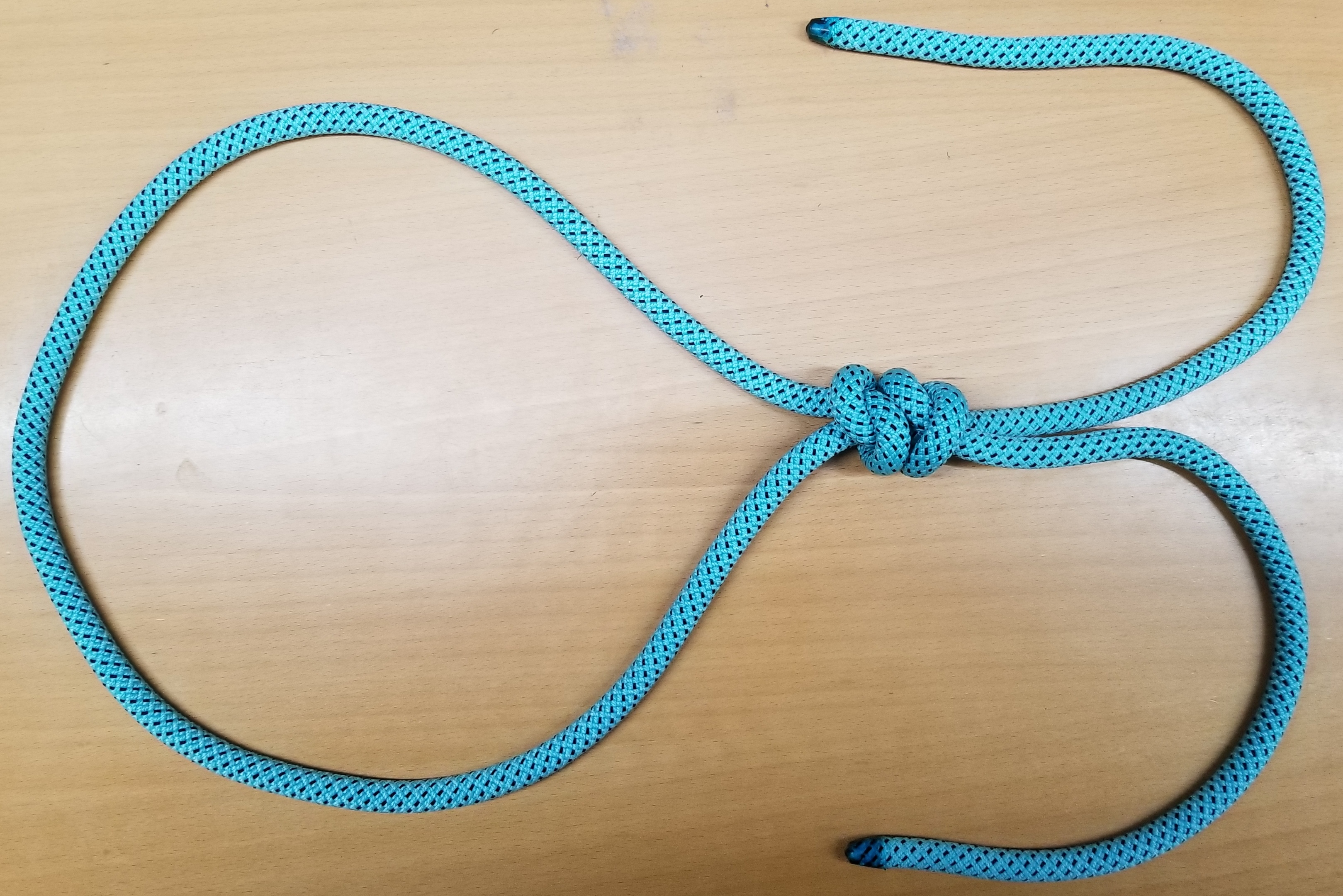
Vorderseite
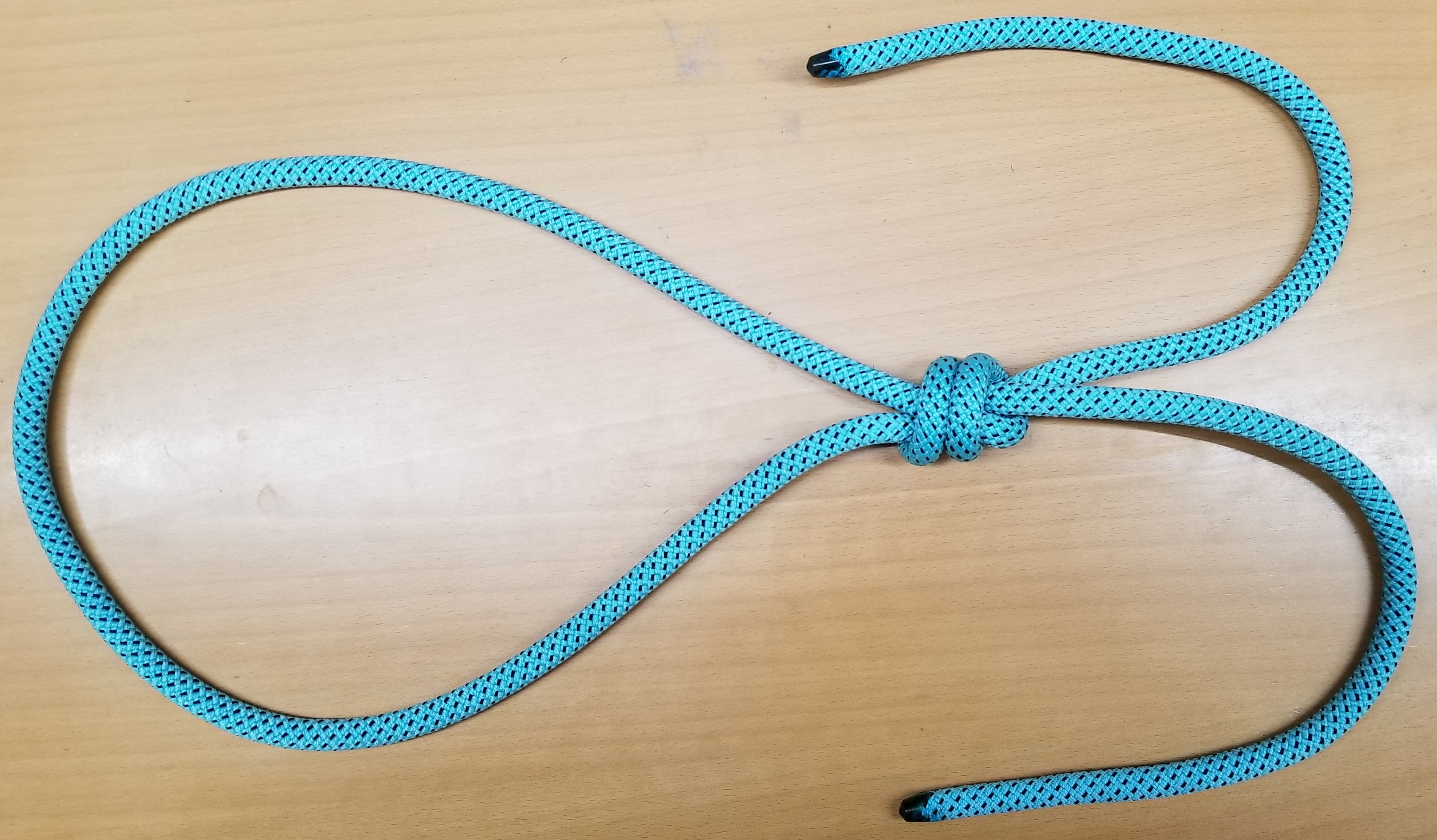
Rückseite

## Abwandlungen

### Doppelter Spierenstich
Legt man je einen Doppelten Überhandknoten wie oben beschrieben um das andere Seil, entsteht ein Doppelter Spierenstich und damit eine besonders sichere Verbindung.

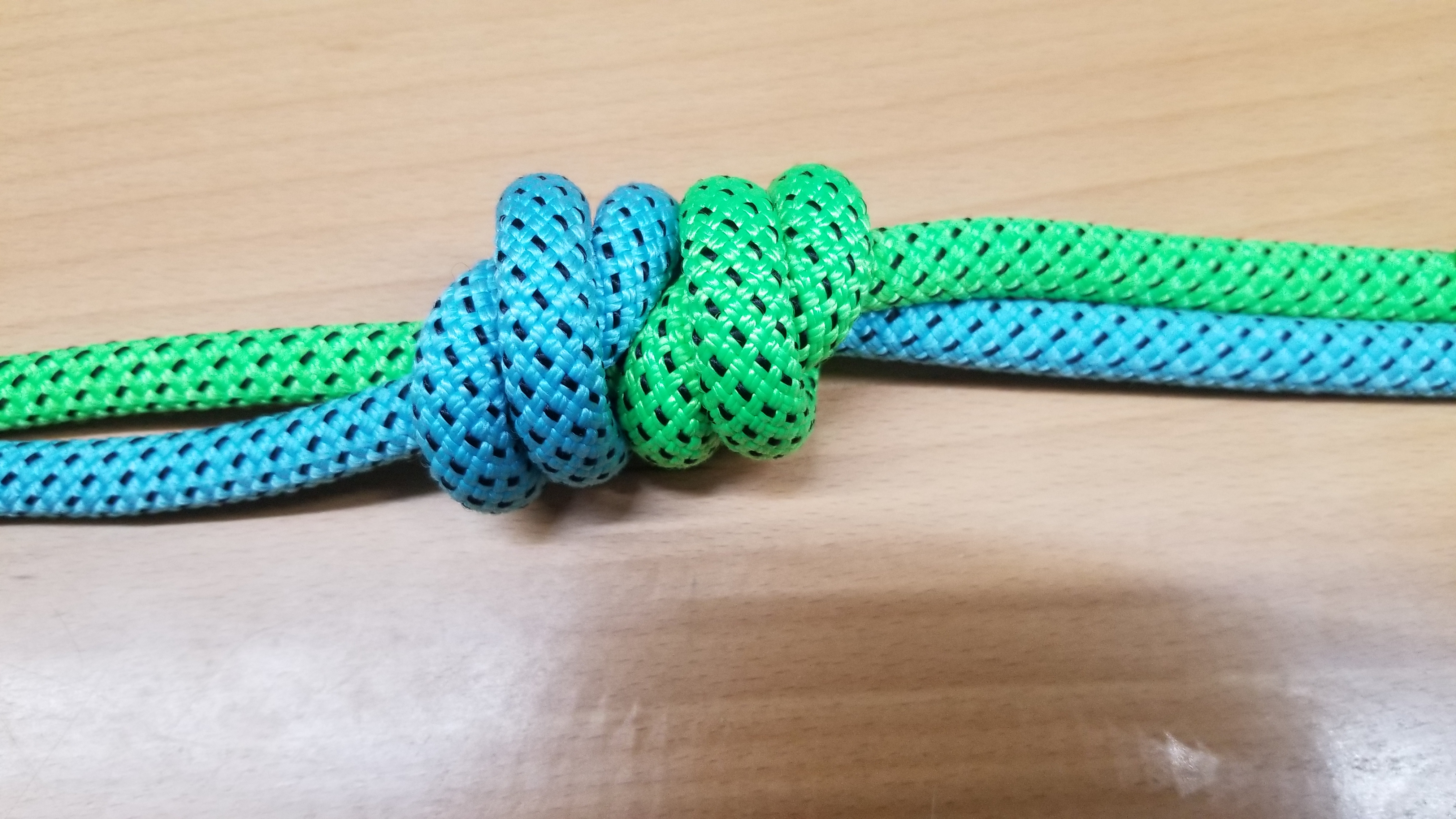
Doppelter Spierenstich
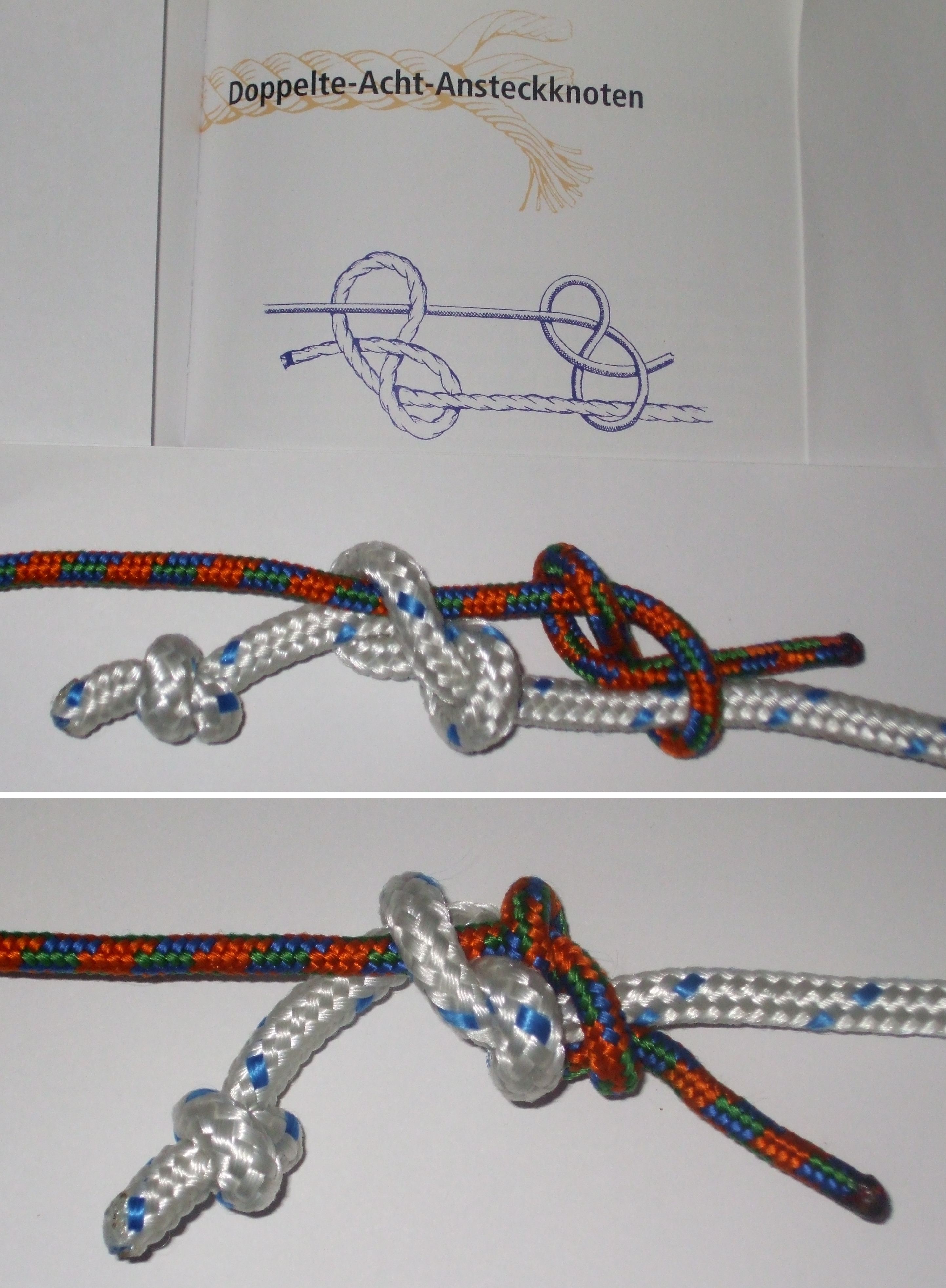
Weitere Variante: Doppelte-Acht-Ansteckknoten

### Dreifacher Spierenstich
Noch eine größere Haltbarkeit erzeugt der Dreifache Spierenstich. Er wird von Anglern, Bergsteigern und Rettungskräften benutzt.

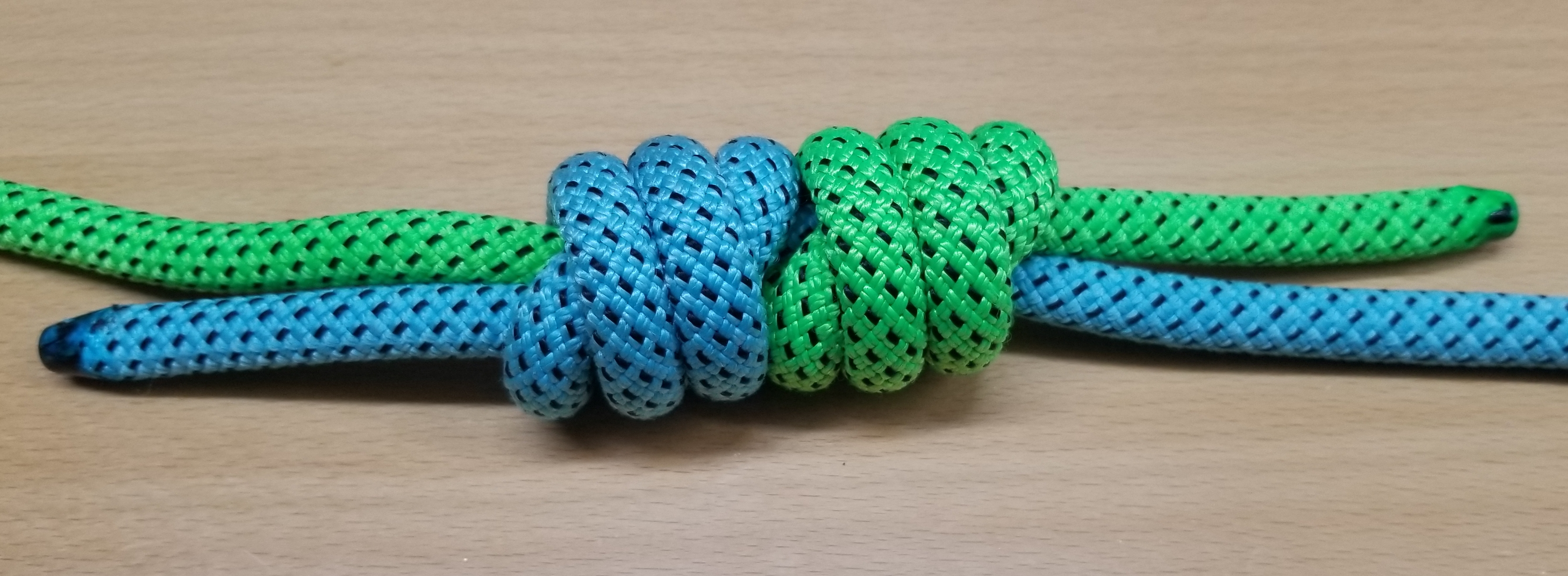

### Engländerschlaufe
- Im Gegensatz zum verbesserten Engländerknoten hat die Engländer-, Fischer- und Anglerschlaufe oder auch Liebesknoten zwei halbe Knoten, die beide eine andere Orientierung haben[10].

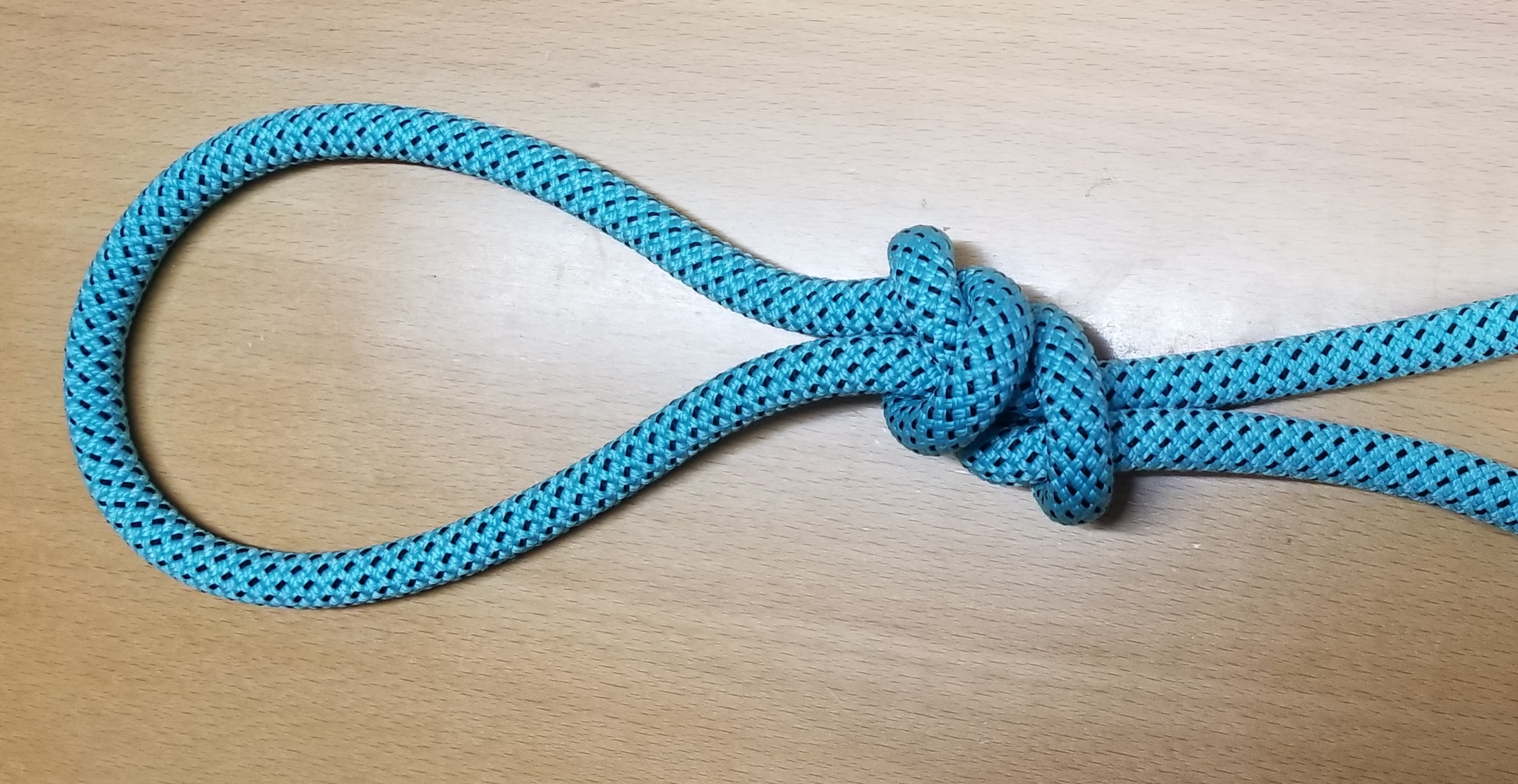
Engländerschlaufe

### Einfache Schlinge, Päckchenknoten und Gestoppte Schlaufe
- Wird nur ein Halber Knoten um das feste Ende eines Seiles geknüpft, entsteht eine zuziehende Einfache Schlinge. Sichert man das Arbeitsende mit einem Stopperknoten, bsw. einem Überhandknoten wird diese Schlinge[11], auch Päckchenknoten genannt. Belegt man dagegen das andere Ende auch mit einem Überhandknoten, erhält man die Gestoppte Schlaufe[12], auch Schlaufenknoten[13] genannt. Dies ist eine Schlinge, die man zuziehen kann, aber öffnen nur bis zu dem Punkt an dem die beiden Überhandknoten sich gegenseitig blockieren. Man kann mit der Gestoppten Schlaufe Pakete zuschnüren.

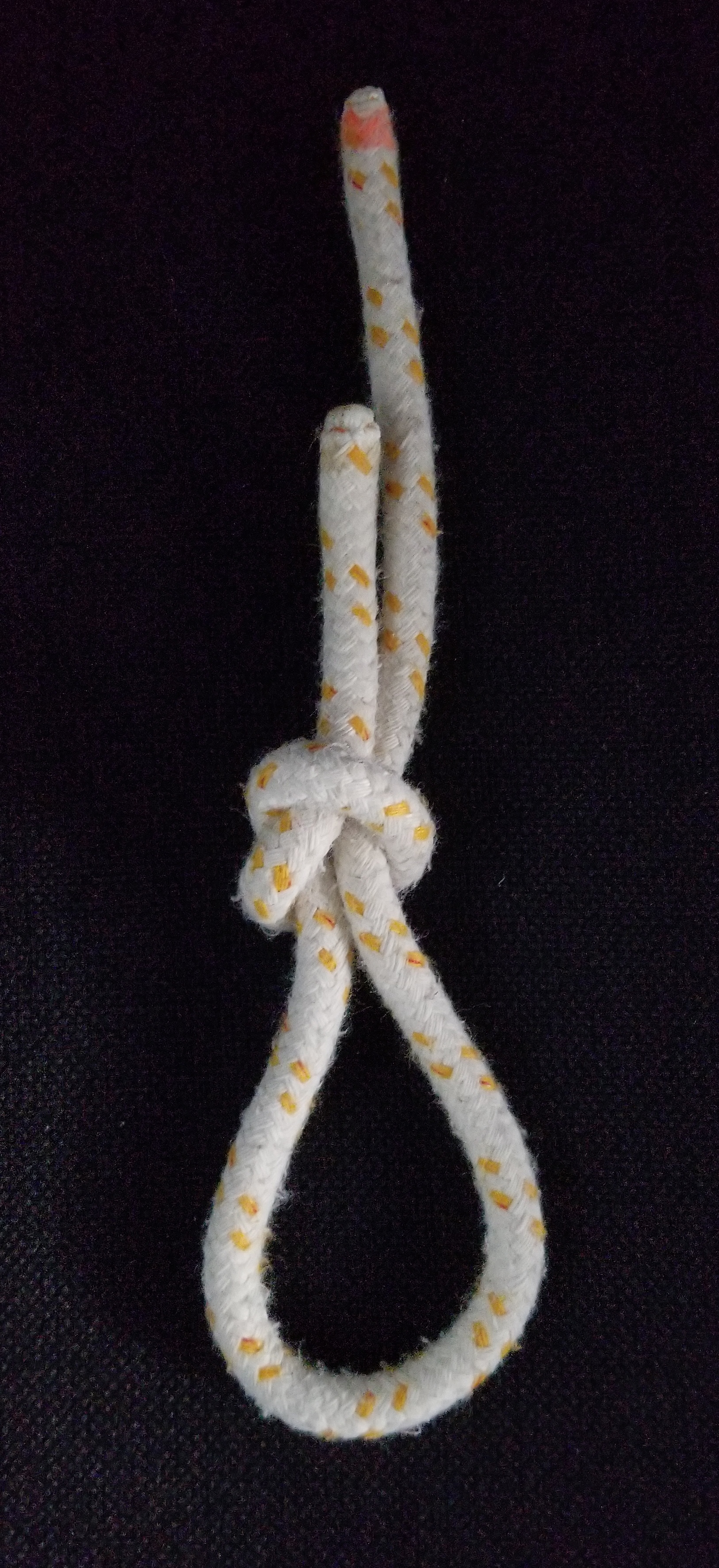
Einfache Schlinge
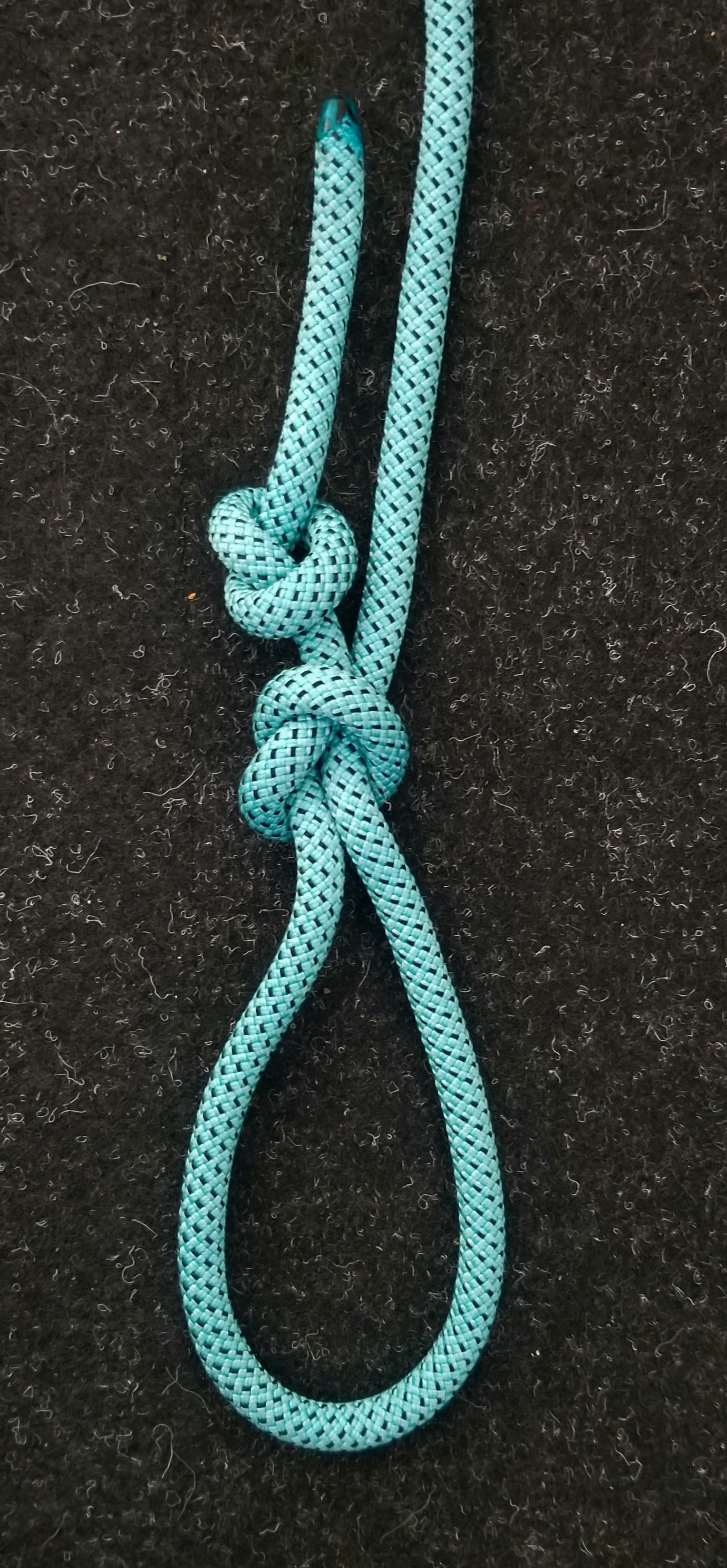
Päckchenknoten, auch eine Schlinge.
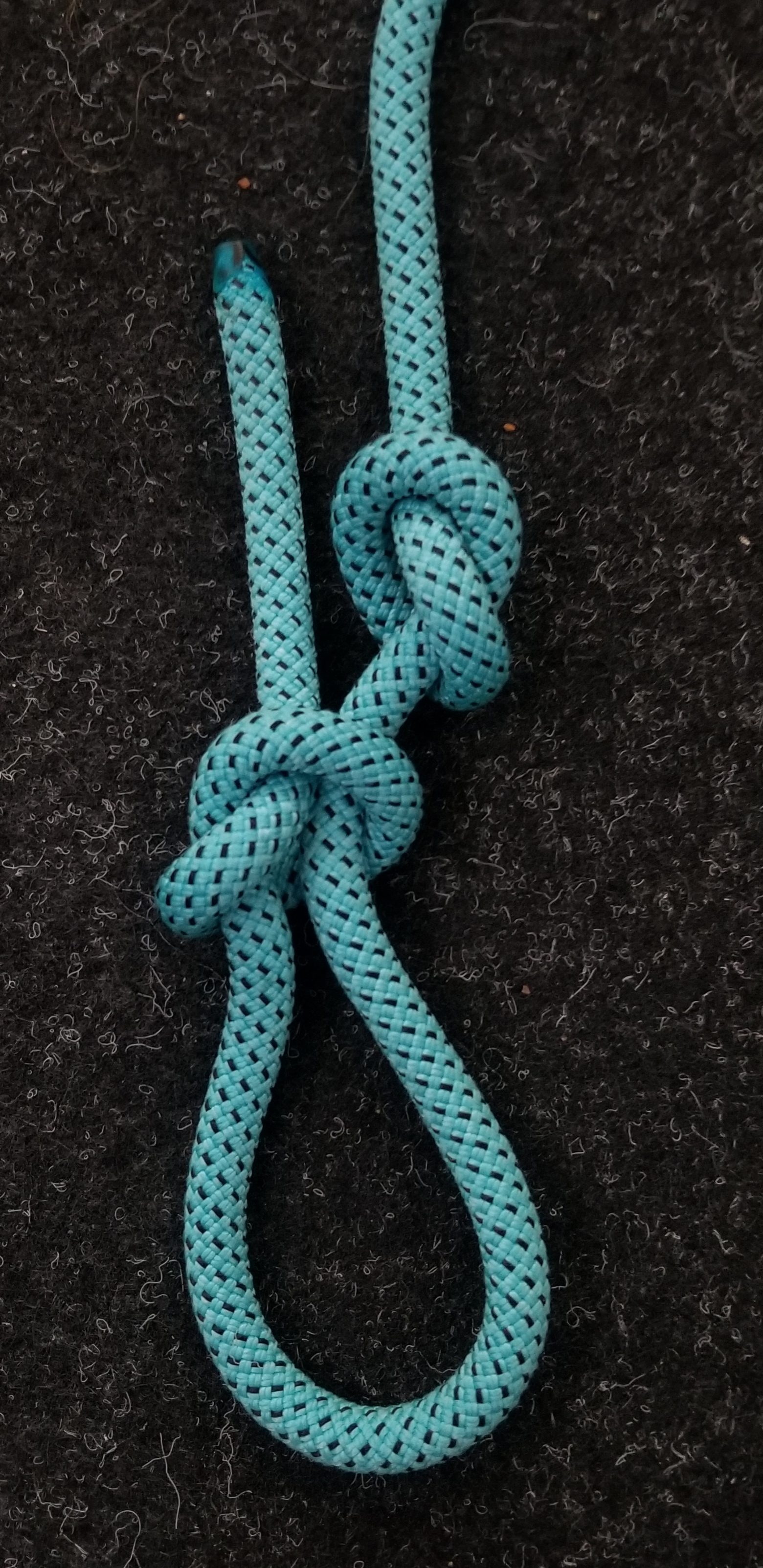
Gestoppte Schlaufe

## Alternativen
- Der Sackstich dient auch zum Herstellen einer einfachen und schnellen Verbindung zweier Seile oder einer Schlaufe.
- Zum Verbinden ungleich dicker Seile eignet sich der Schotstek.
- Bei großem Unterschied der beiden Seildurchmesser eignet sich der doppelte Schotstek.
- Zum Verbinden dicker Trossen eignet sich der Trossenstek.

## Spierenstek und Spierenschlag
Der Spierenstek und der Spierenschlag sind Festmacherknoten und haben eine ausgezeichnete Führung. Der Spierenschlag ist ein Kreuzknoten (ABOK #1187) und kann in die Bucht gebunden werden. Wird auch als Bindeknoten verwendet, dann Beutelknoten genannt und oft auf Slip gelegt (ABOK #1244).

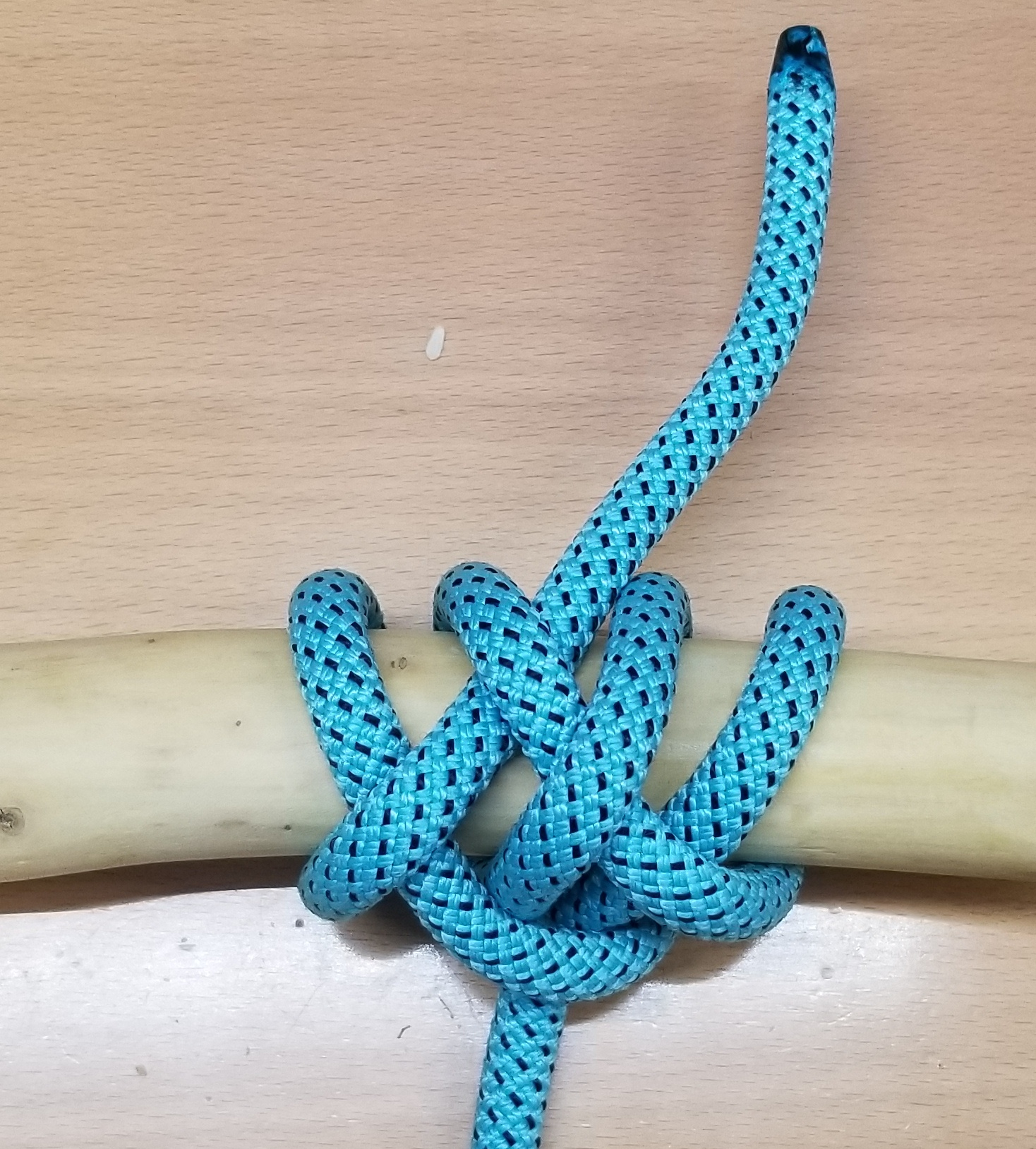
Spierenstek
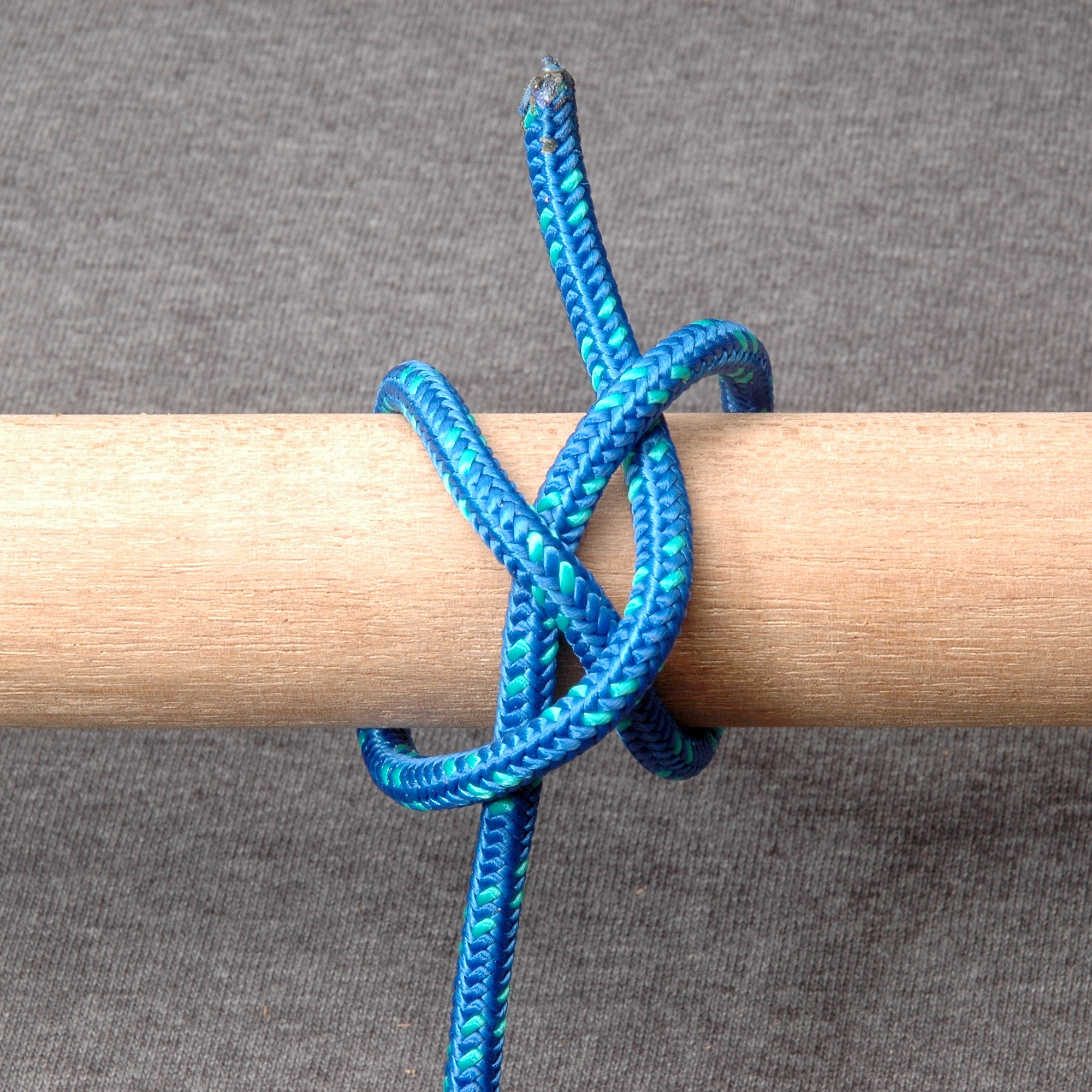
Spierenschlag

- Spierenstek[14]
- Spierenschlag[15]